# Abtei Saint-Pierre de Brantôme
Die Abtei Saint-Pierre de Brantôme im Département Dordogne ist eine ehemalige Benediktinerabtei, die 769 von Karl dem Großen in der Diözese Périgueux gegründet wurde. Sie wurde während der Französischen Revolution aufgehoben. Heute existieren noch die Abteikirche (11. und 13. Jh.), ein Teil des Kreuzgangs (14. Jh.) und die Klostergebäude (18. Jh.), in denen zwei städtische Museen und das Rathaus von Brantôme untergebracht sind.

## Historisches Monument
Die Abteikirche wurde bereits 1840 als „Monument historique“ eingestuft, der Pavillon, der als „Wächterhaus“ (oder „Renaissance-Pavillon“) bekannt ist, und der zur ehemaligen Abtei gehörende Turm wurden am 2. März 1891 unter Denkmalschutz gestellt. Die geschwungene Brücke und die drei in der ehemaligen Abtei befindlichen Repositorien aus der Zeit der Renaissance wurden am 13. Januar 1912 unter Denkmalschutz gestellt, der Kreuzgang aus dem 14. Jahrhundert, die Räume im Erdgeschoss zum Kreuzgang, die Fassaden und Dächer, die Zimmermannsarbeiten und das Treppenhaus im Inneren des Klostergebäudes aus dem 17. Jahrhundert wurden erst 1957 unter Denkmalschutz gestellt.
Der „Medici-Brunnen“ und die „Porte des Réformés“ wurden am 12. Januar 1931 in die Liste der historischen Denkmäler aufgenommen. Die Grotten der Abtei sowie der Garten und die Mühle (heute ein Restaurant) wurden nach 1957 unter Denkmalschutz gestellt. Am 15. November 2021 wurden weitere Teile der ehemaligen Abtei (neben den bereits klassifizierten) als historische Monumente eingetragen, darunter das Presbyterium, das Innere und der Hinterhof des Abteigebäudes, der Vorplatz zwischen der Abtei und dem Fluss Dronne, der Garten des Abtes und der „Jardin des Reposoirs“.

## Geschichte
Die Abtei von Brantôme wurde an einem außergewöhnlichen Ort erbaut. Sie befindet sich am Fuße einer sichelförmigen Klippe, über der ein bewaldetes Gebiet liegt, am Ufer des Flusses Dronne, der die mittelalterliche Stadt umgibt und sie vor den vorherrschenden Winden schützt.
Seit dem 8. Jahrhundert lebten die Mönche, welche die Regel des Hl. Columban von Luxeuil befolgten, in den Höhlen, da der Felsen ihnen Schutz und hochwertiges Rohmaterial für den Bau der Abtei bot. Der Überlieferung nach war es Karl der Große, der sie weihte, indem er dort die Reliquien eines Märtyrerkindes, eines der Heiligen Unschuldigen, des Heiligen Sicarius, hinterlegte. Zwei vergoldete Holztafeln aus dem 17. Jahrhundert im Chor der Kirche stellen die Schenkung und das Massaker dar.
Der Abt von Brantôme nahm 817 an der Synode von Aachen teil, die von Karl dem Großen einberufen wurde, um das klösterliche Leben in seinem Reich zu reformieren. Von diesem ersten Kloster ist nichts mehr erhalten, nicht einmal die Kenntnis des genauen Ortes seiner Errichtung. Die erste Abtei wurde zweimal von den Normannen geplündert und in den Jahren 848 und 857 endgültig von den Wikingern zerstört.
Um das Jahr 900 gab Bernard, Graf des Périgord, die von seinem Vater geerbten Güter der Abtei von Brantôme zurück. Die Mönche bauten nach und nach ein neues Kloster auf. Ab dem 10. Jahrhundert erlangte die Abtei wieder einen gewissen Wohlstand. Zu dieser Zeit wurde der käfigförmige Glockenturm mit Giebeln im Stil der Limousinromanik (11. Jahrhundert) errichtet.
Grimoald, Abt von Brantôme, wurde 991 zum Bischof von Angoulême ernannt. Er behielt den Abteititel von Brantôme bei und konnte dank dieser Einnahmen die neue Kathedrale von Angoulême bauen, die 1017 eingeweiht wurde.
In diesem ersten Jahrhundert des neuen Jahrtausends hatte sich die Klosterdisziplin in Brantôme etwas gelockert. Elia, Graf von Périgord, trat 1080 seine Rechte über Brantôme an den Abt der Abtei La Chaise-Dieu ab. Dieser Wechsel führte zur Reform der Gemeinschaft, befreite sie von der weltlichen Macht und gab der Abtei eine neue Entwicklung, die sich im 12. und 13. Jahrhundert fortsetzen sollte. Die Stadt florierte und wurde zu einem Zwischenstopp für Pilger auf ihrem Weg nach Santiago de Compostela. Die religiösen Gebäude, die durch die englisch-französischen Kriege teilweise zerstört wurden, wurden in der Renaissance wiederaufgebaut.
Der Hundertjährige Krieg richtete in Brantôme den größten Schaden an. Die Abtei von Brantôme wurde 1382 von den Truppen von Raymond II. von Montaut, dem Herrscher von Mussidan, verwüstet und restauriert, bevor sie 1480 von den Engländern in eine Art Burg umgebaut wurde. Die zerstörte Abteikirche wurde erst 1465 wieder aufgebaut, der Kreuzgang 1480.
Im Jahr 1501 zählte die Gemeinschaft nur noch 13 Mönche und es kam bei der Wahl des Abtes zu internen Streitigkeiten, die zur Ernennung von zwei Äbten führten. Die Krise dauerte 3 Jahre und endete mit der Übergabe der Abtei an Kardinal d’Albret, dem ersten Kommendeabt der Abtei. Als dieser 1520 starb, brachen neue Unruhen aus, und fünf Bewerber stritten achtzehn Jahre lang um das Amt. Schließlich wurde 1538 Pierre de Mareuil, Bischof von Lavaur, als Abt anerkannt und bemühte sich um die Wiederherstellung des klösterlichen Lebens und des Friedens in seiner Abtei. Er schloss Brantôme an die Kongregation der Abtei Saint-Pierre de Chezal-Benoît an. Die Eingliederung wurde 1559 abgeschlossen und fünf Jahre später zählte die Gemeinschaft 37 Ordensleute. Die Abtei hatte in dieser Kongregation auch ihre Kommendeäbte. Der berühmteste von ihnen war der Historiker Pierre de Bourdeille, genannt „Brantôme“ (Abt von 1558 bis 1614). Seine Amtszeit rettete die Abtei während der Hugenottenkriege. Zweimal kamen Protestanten in das Kloster, das seine Türen für sie öffnete. Sie respektierten die Abtei, die damals reich und wohlhabend war.
Im Jahr 1636 schloss sich die Gemeinde von Chezal-Benoît der Kongregation von Saint-Maur an. Brantôme war einer der ersten, der diese Eingliederung akzeptierte. Zu diesem Zeitpunkt befand sich die Abtei in einer moralisch und materiell beklagenswerten Situation. Die Mauristen restaurierten oder bauten die Gebäude wieder auf. Im Jahr 1768 zählte Brantôme nicht mehr als acht Mönche. Die Abtei wurde während der Revolution aufgelöst.

### Verzeichnis der Äbte von 900 bis 1792
- 900 – 940: Antide
- 940 – 990: Martin
- 990 – 99?: Audouin
- 99? – 1034: Grimoard de Mussidan
- 1034 – 1060: Bernard I
- 1060 – 1076: Amblard
- 1076 – 10??: Guillaume I
- 10?? – 1124: Robert
- 1124 – 1142: Aumare
- 1142 – 1149: Raymond
- 1149 – 1180: Guillaume II
- 1180 – 1190: Eudes
- 1190 – 1217: Guillaume III
- 1217 – 1236: Bernard II
- 1236 – 1248: Guillaume IV
- 1248 – 1274: Nicolas
- 1274 – 1280: Pierre Ier
- 1280 – 1307: Bernard III de Maumont
- 1307 – 1313: Hugues de Milhet
- 1313 – 1324: Pierre II de Reilhac
- 1324 – 1326: Aimeric Ier de Borne
- 1326 – 1335: Seguin de Fayolle
- 1336 – 1352: Aimeric II de Murat
- 1353 – 1371: Hélie de Campuhac
- 1371 – 1404: Pierre III de Foucault
- 1404 – 1405: Pierre IV du Puy-Astier
- 1405 – 1444: Guy de Broilhac
- 1444 – 1446: Arnaud Ier de Petit
- 1446 – 1465: Jean de Bernage
- 1465 – 1499: Pierre V de Piédieu de Saint-Symphorien
- 1499 – 1501: Antoine Ier de Piédieu de Saint-Symphorien
- 1501 – 1505: Pierre VI de Saudalesses
- 1505 – 1520: Amanieu d’Albret
- 1520 – 1538: Pierre VII Saunier de La Roche
- 1538 – 1556: Pierre VIII de Mareuil
- 1556 – 1614: Pierre IX (Geheimabt: Pierre X Petit 1583-1614)
- 1614 – 1642: Henri Ier de Bourdeille (Geheimabt: Pierre X Petit 1614-1622, Arnaud II Barbut 1622-1633, Henri II Fauchere 1633-1642)
- 1642 – 1662: Claude de Bourdeille (Geheimabt: Henri II Fauchere 1642-1648)
- 1662 – 1684: Antoine II Armand Guérin
- 1684 – 1717: François-Louis Le Prestre de Vauban
- 1717 – 1758: Prix Hay
- 1758 – 1792: Louis-Augustin Bertin

Quelle: Dictionnaire d’histoire et de géographie ecclésiastique

## Architektur

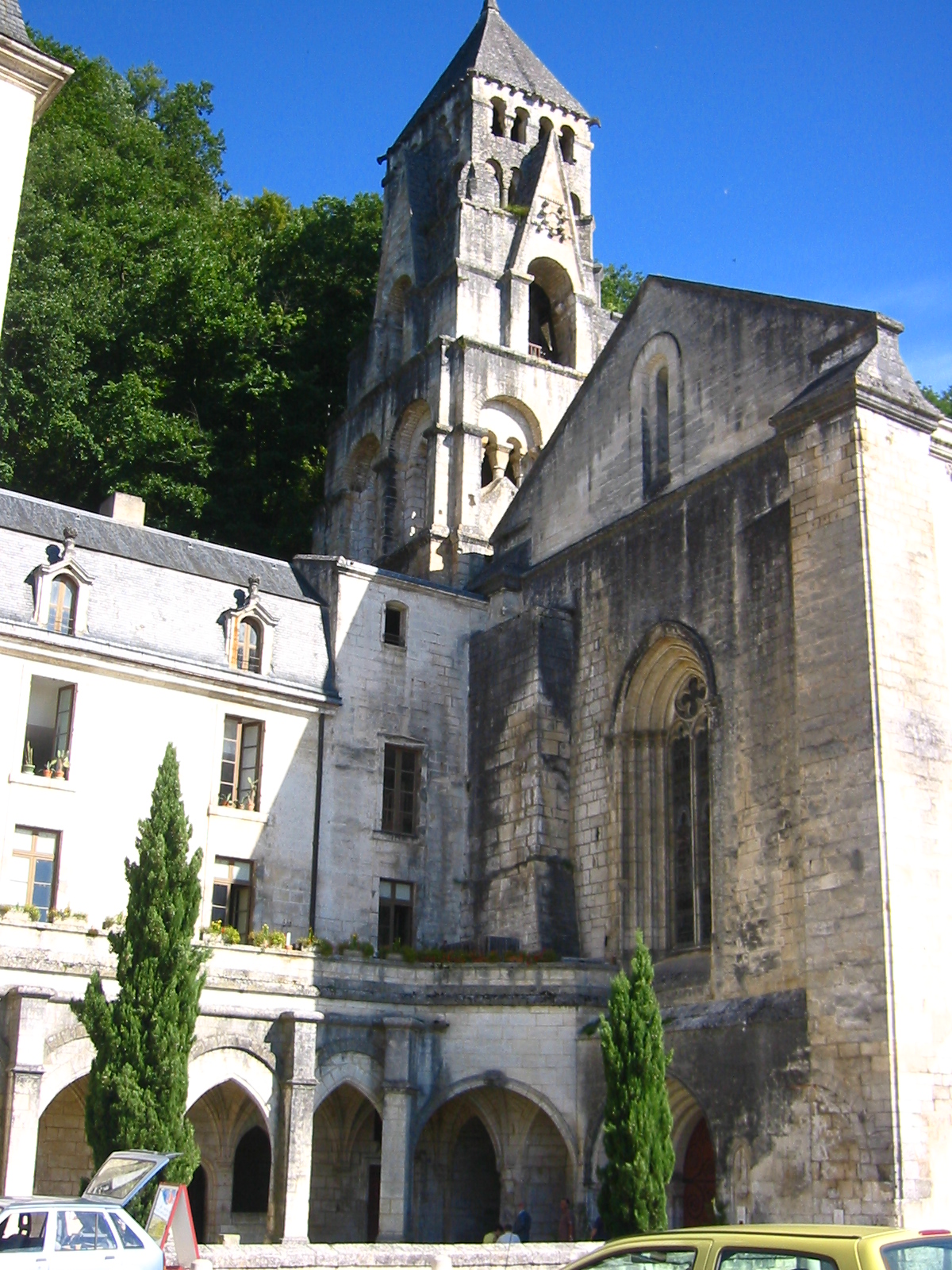
der Glockenturm der Abteikirche

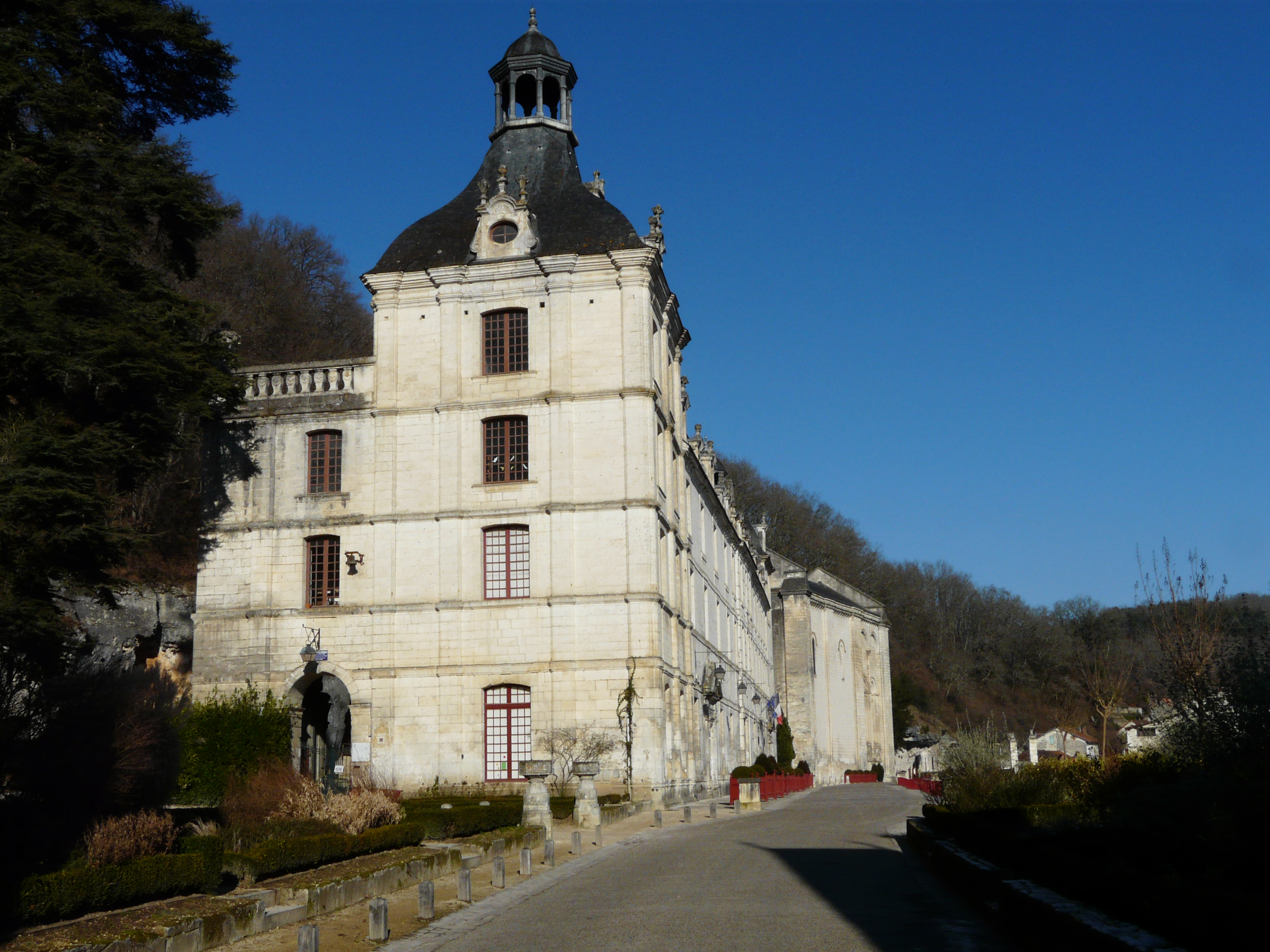
Pavillon an der Südecke der Klostergebäude

Aus architektonischer Sicht ist Brantôme eine romanische Abtei. Die im 15. Jahrhundert wieder aufgebauten Kirchengewölbe sind jedoch gotisch.
Der Glockenturm der Abteikirche (11. Jahrhundert) ist vermutlich der älteste Glockenturm Frankreichs. Er wurde nicht auf der Kirche, sondern auf dem 12 Meter hohen Felsen darüber errichtet. Seine vierstöckige Architektur ist ungewöhnlich.
Die Abtei ist zum Teil in den Felsen hineingebaut. In einem Dutzend Felsengrotten befanden sich der Heizraum und der Waschplatz der Mönche, die Mühle der Abtei und das Höhlentaubenhaus. 
In der im 15. Jahrhundert errichteten „Grotte des Jüngsten Gerichts“ (siehe unten) befinden sich Flachreliefe. 
Im Jahr 1850 beauftragte der französische Staat den perigorianischen Maler Jacques-Émile Lafon mit einem Wandgemälde für die Marienkapelle.
Im Laufe der Jahrhunderte wurde die Abtei mehrmals umgestaltet und umgebaut. Die Kirche wurde im 12. Jahrhundert wieder errichtet und ein Jahrhundert später umgestaltet. Nach dem Hundertjährigen Krieg wurde sie im 15. Jahrhundert wiederaufgebaut. Zu dieser Zeit, zwischen 1465 und 1539, wurde auch der Kreuzgang umgebaut. Anschließend wurde die Abteikirche von dem Architekten Paul Abadie, einem Schüler von Eugène Viollet-le-Duc, ab 1850 umfassend renoviert. Im Jahr 1858 ließ der Architekt drei Galerien des Kreuzgangs entfernen.
Die Gebäude, welche den Kreuzgang traditionell flankieren, wurden im 17. Jahrhundert von Abbé le Prestre, einem Verwandten von Sébastien Le Prestre de Vauban, umgestaltet. Aus dieser Zeit stammt die sogenannte Vauban-Treppe, eine Steintreppe mit Erker. Die Treppe erschloss den Teil der Abtei, der Gäste und Pilger beherbergte, außerdem befand sich hier die Krankenstation. Die verfallene Abteiburg wurde 1744 vollständig entfernt und an ihrer Stelle wurde das bestehende Gebäude erweitert.

### Bilder der Kirche

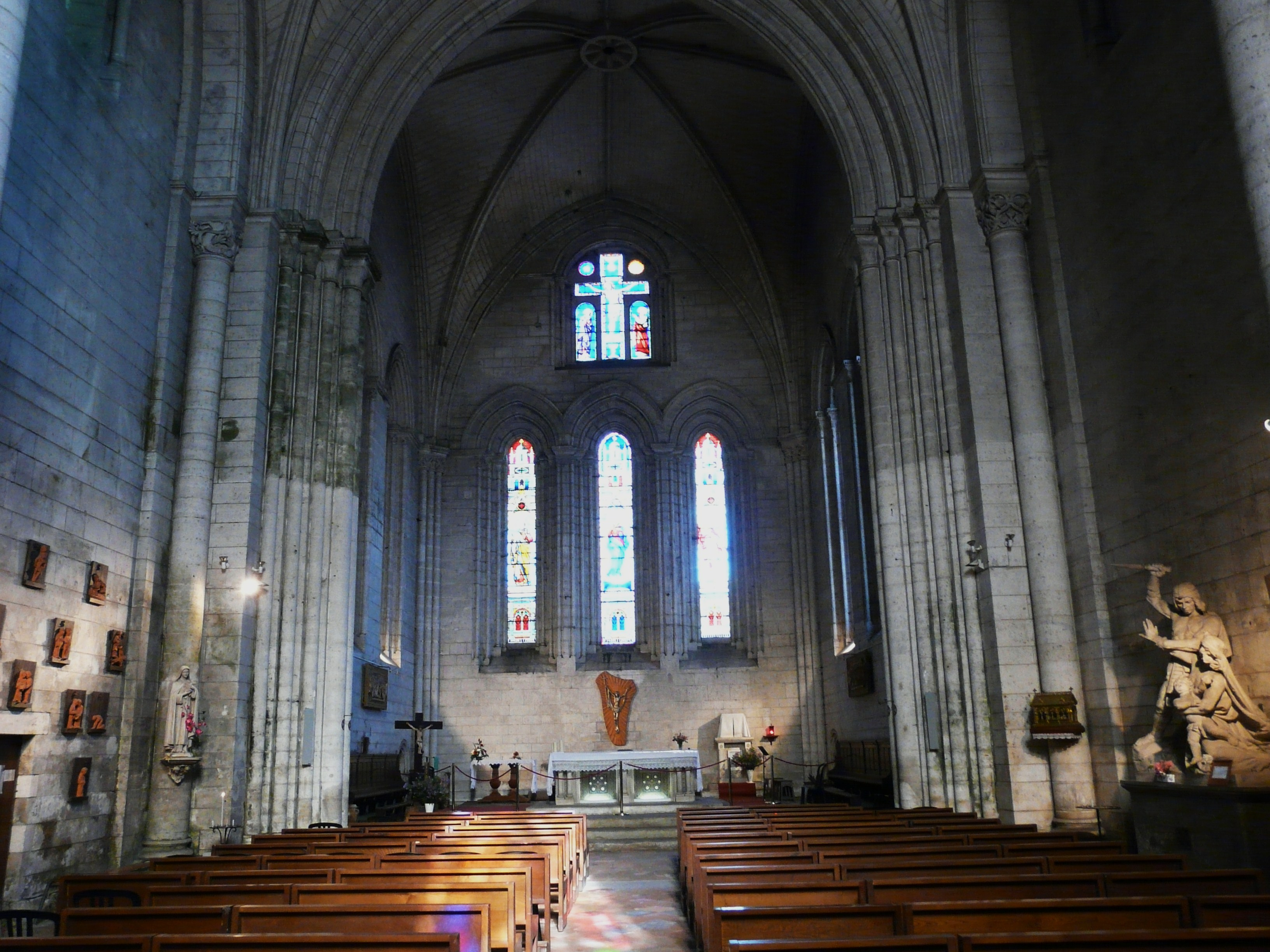
Kirchenschiff und der Chor der Abteikirche
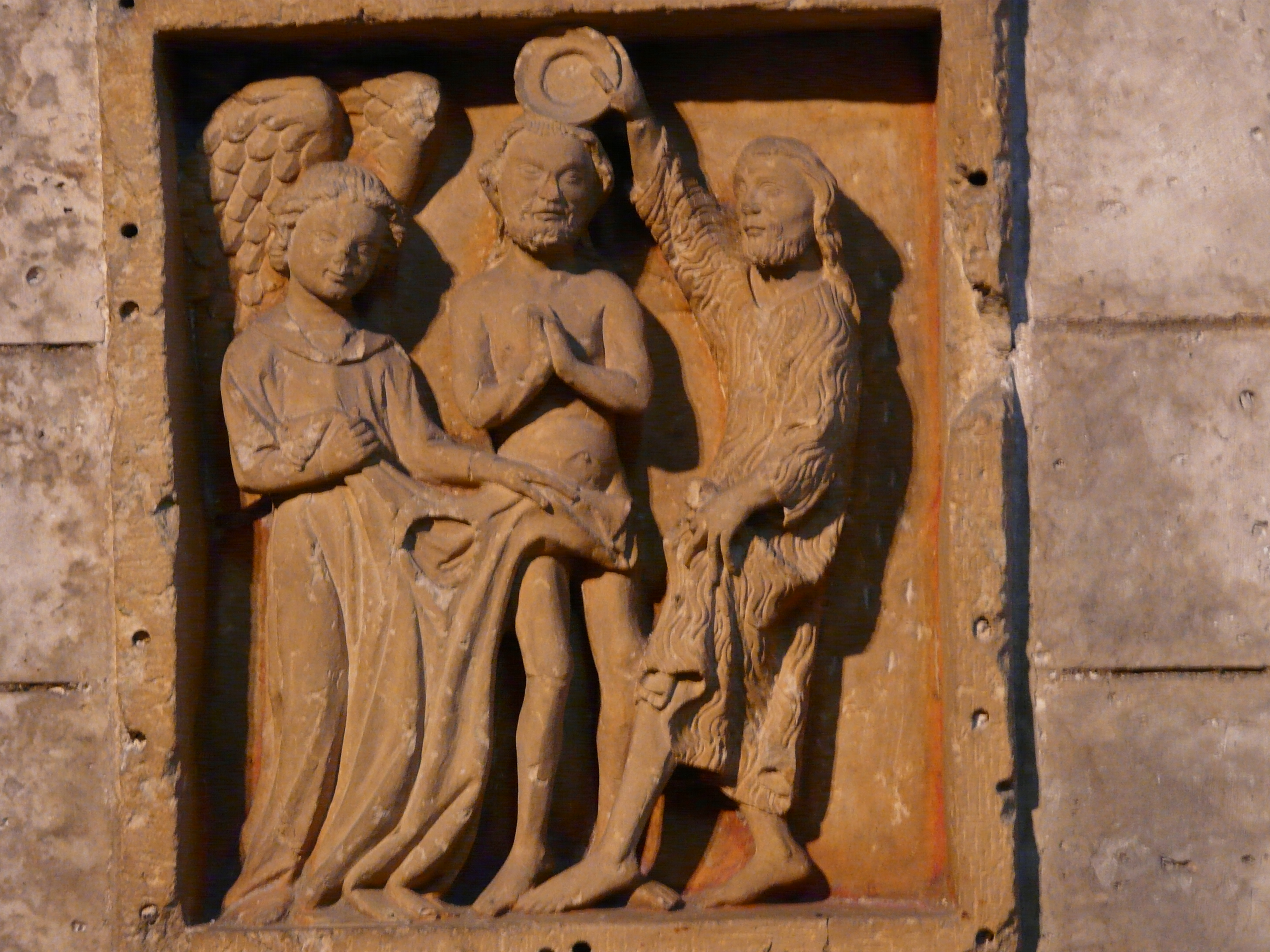
Flachrelief aus dem 14. Jahrhundert (Die Taufe Christi)
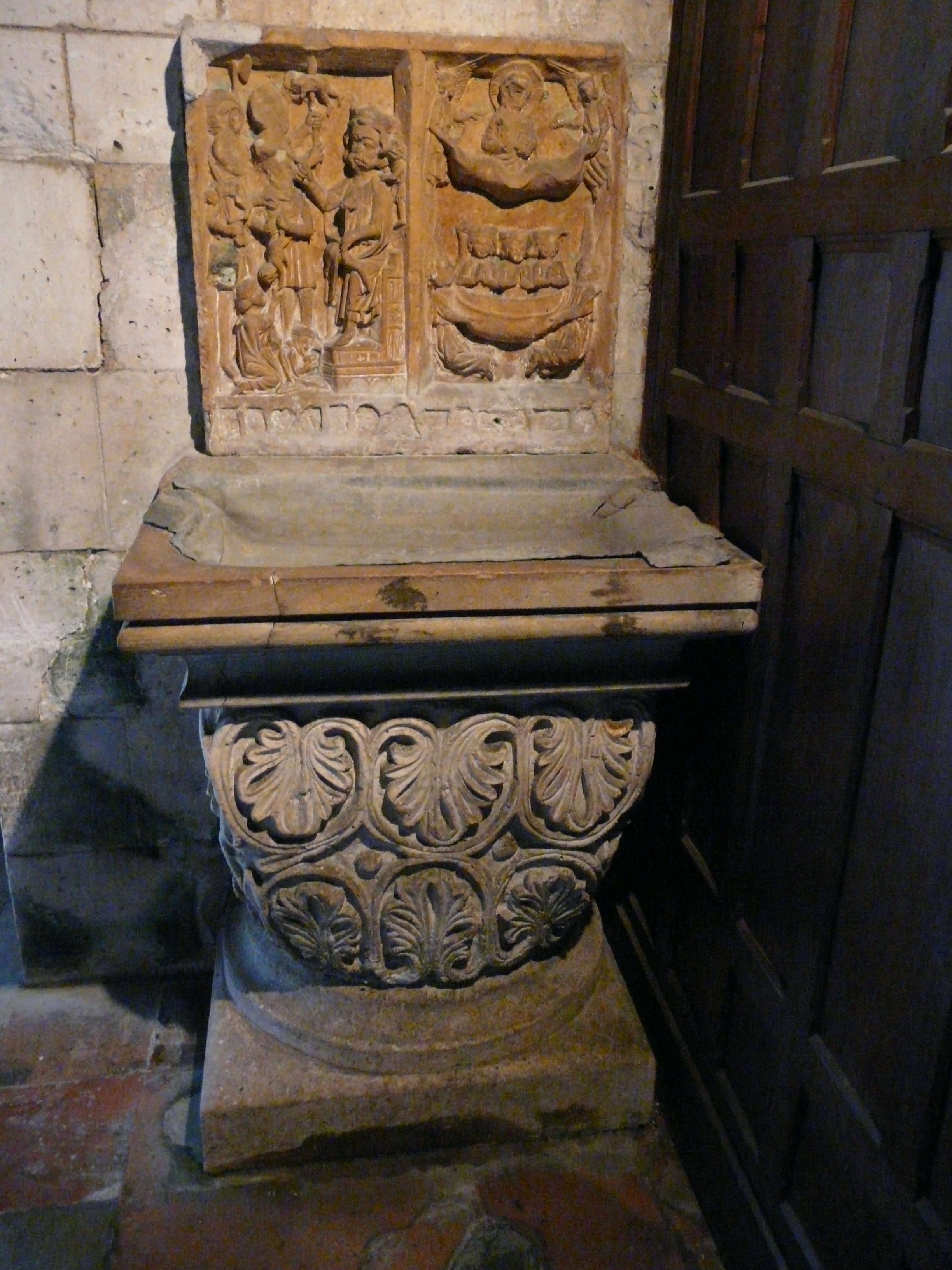
Weihwasserbecken auf einem Distichon aus dem 12. Jahrhundert
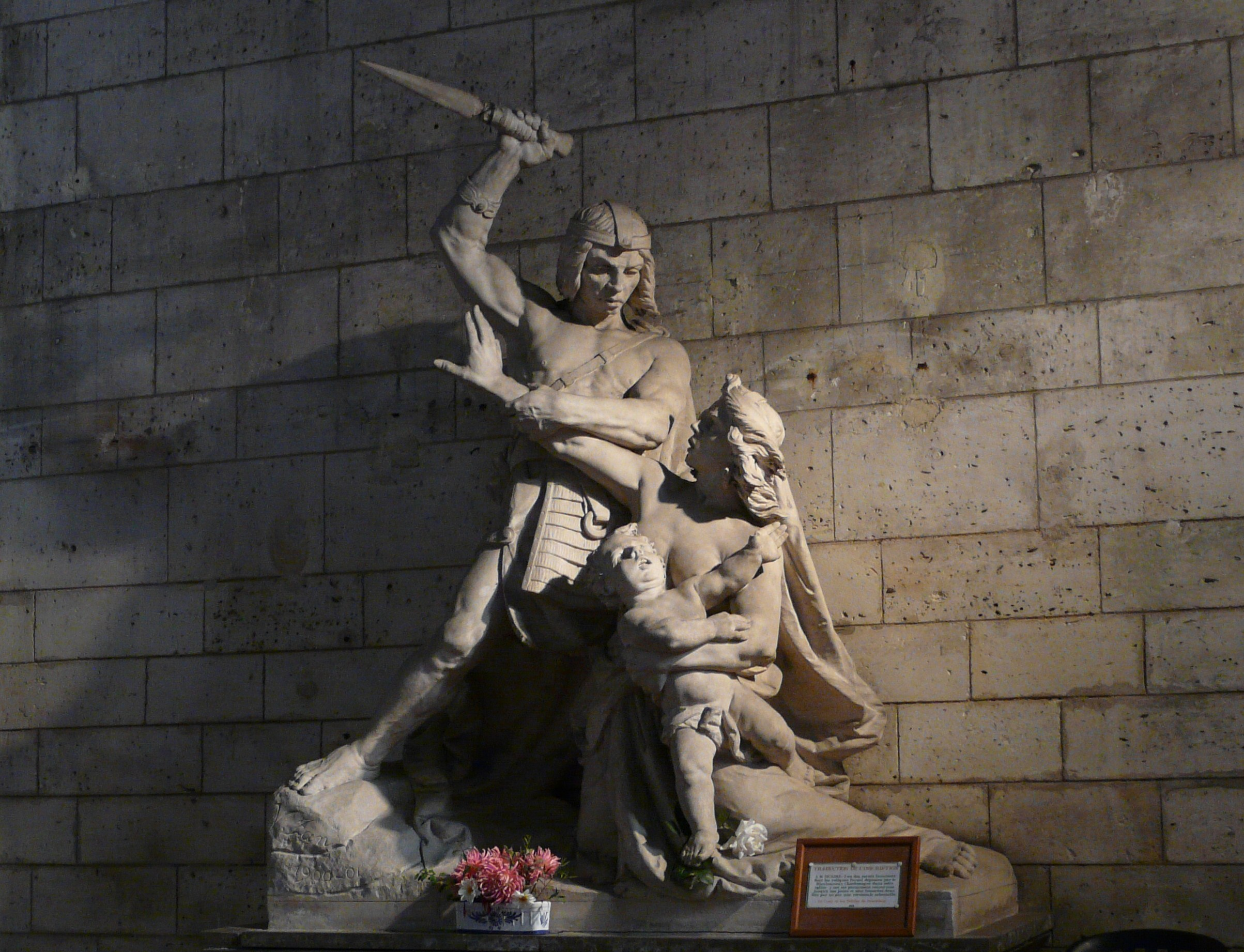
Skulptur mit der Darstellung des Massakers an den Unschuldigen
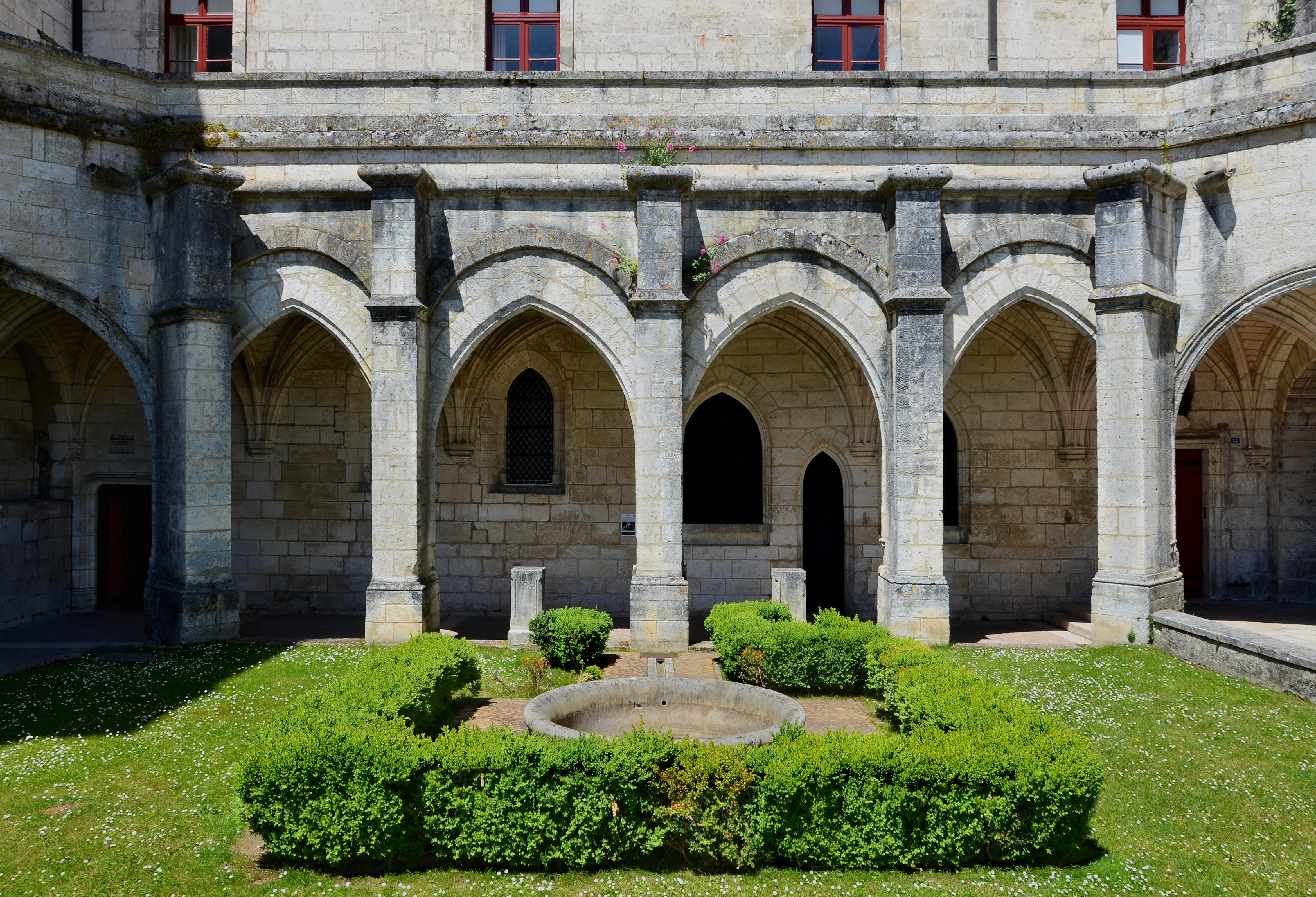
Überreste des Klosters
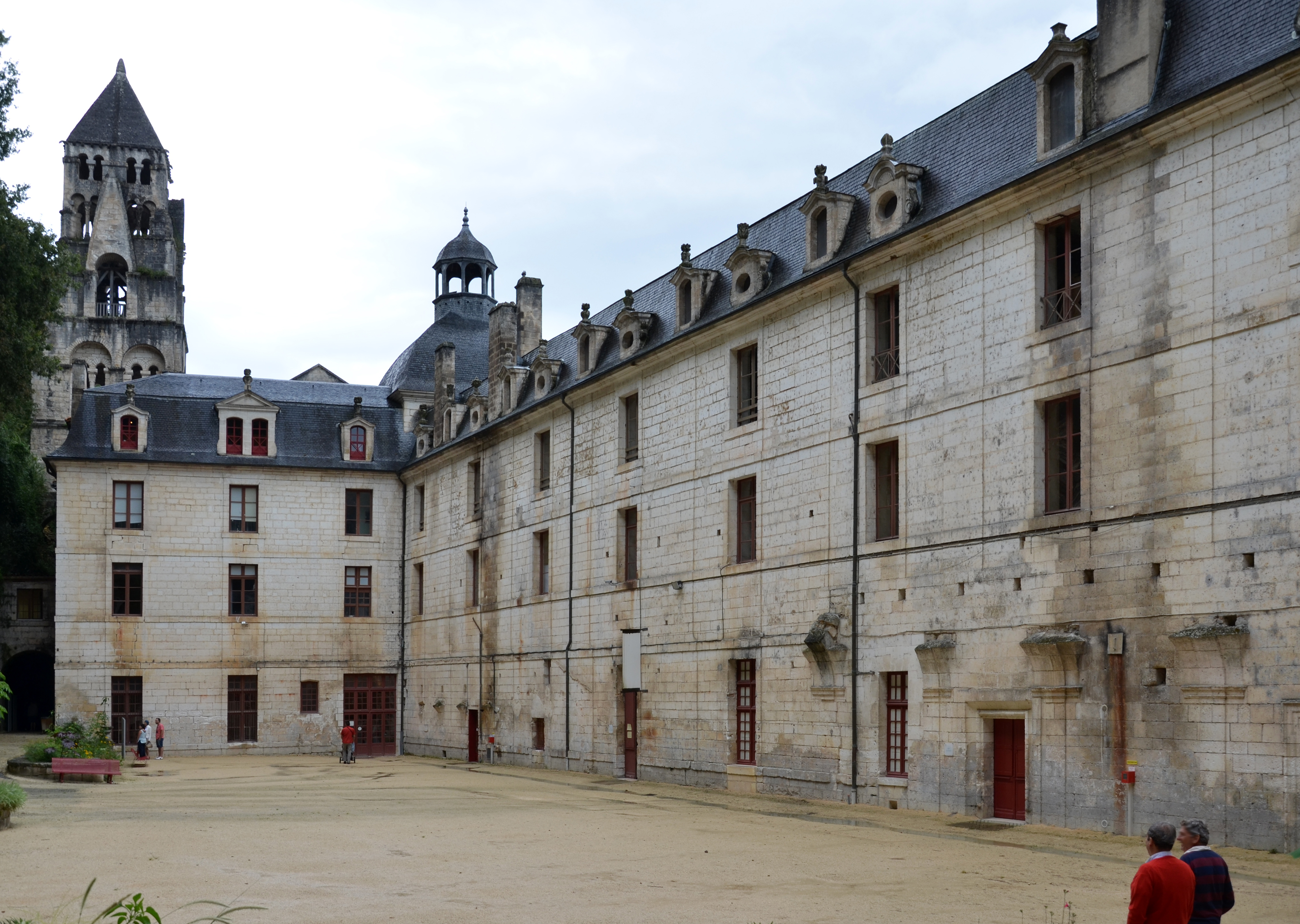
Innenhof des Klosters, das heute das Fernand Desmoulin Museum und einige Ausstellungsräume beherbergt
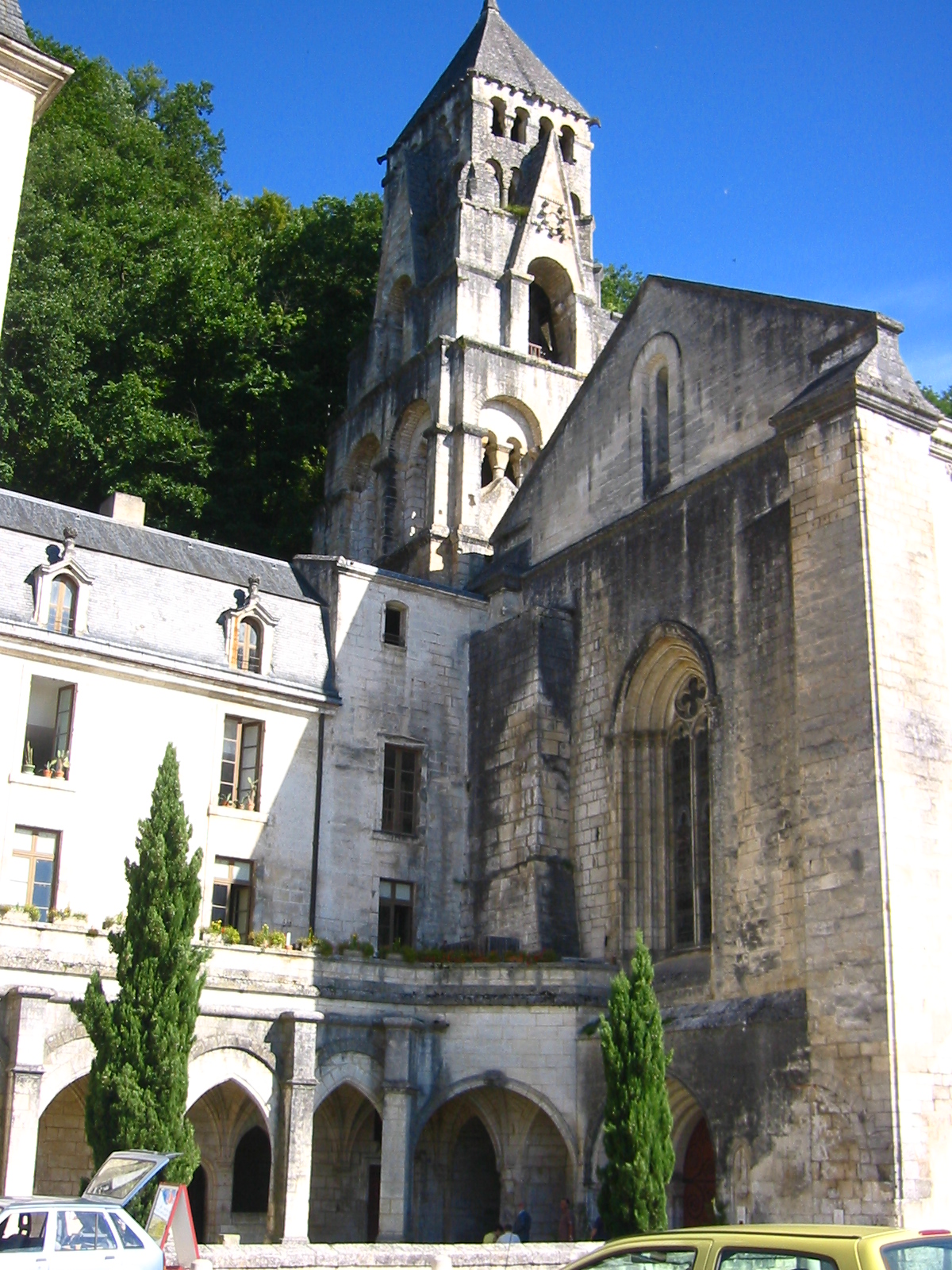
Glockenturm über der Abtei und die Kirche
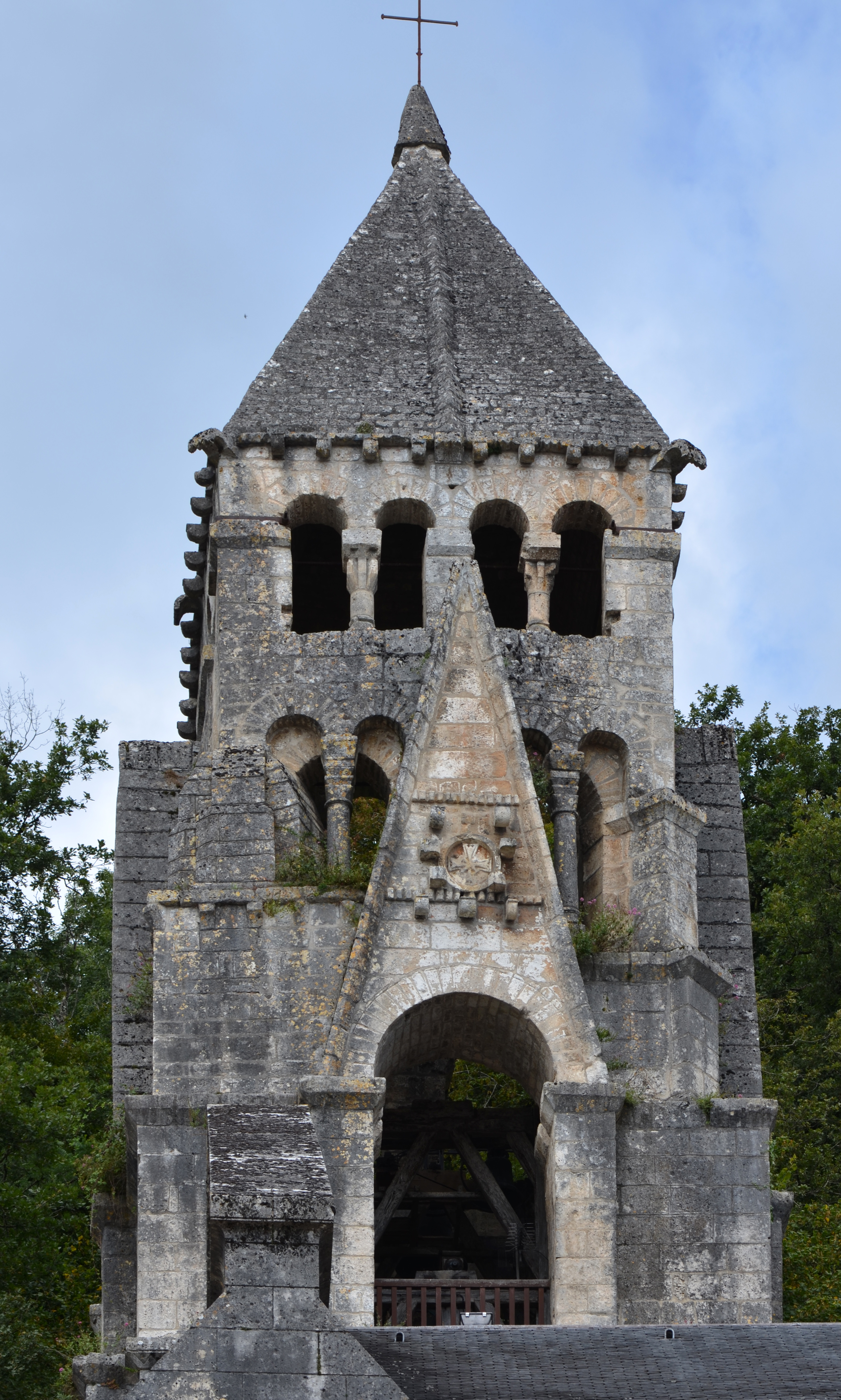
Glockenturm der Abtei

### Außenrenovierung der Abtei

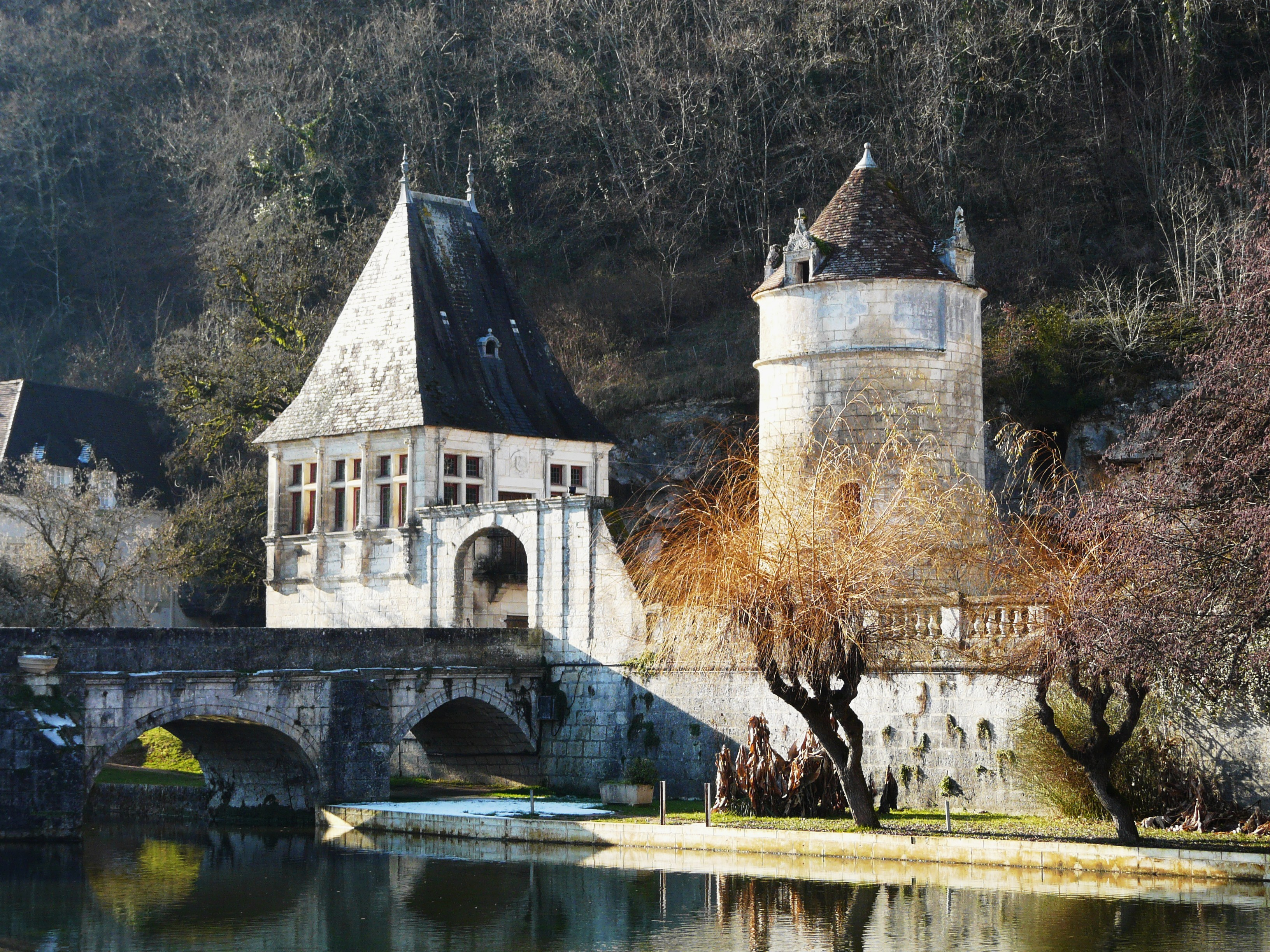
Renaissance-Pavillon und Rundturm
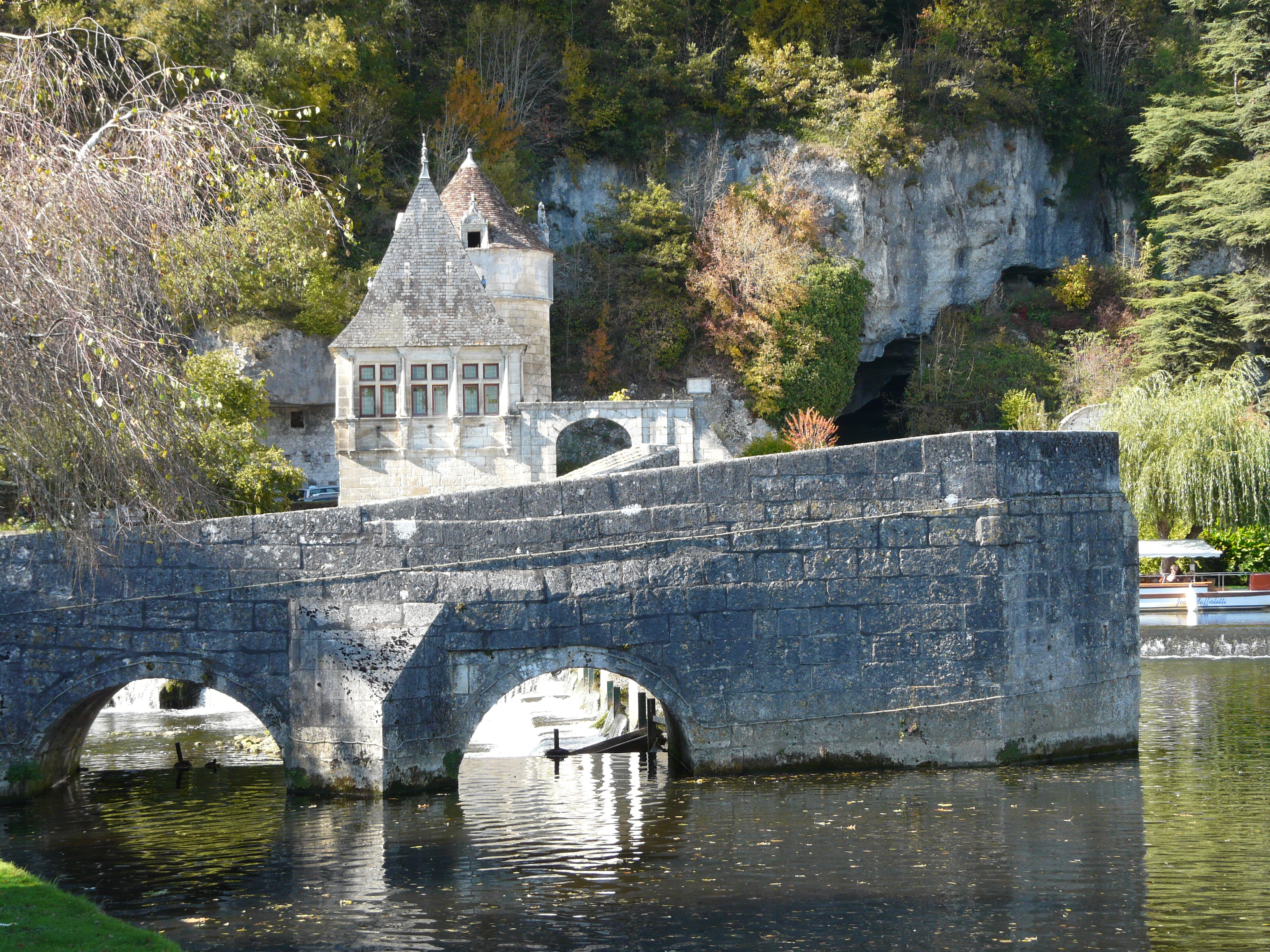
Die geschwungene Brücke vor dem Renaissance-Pavillon
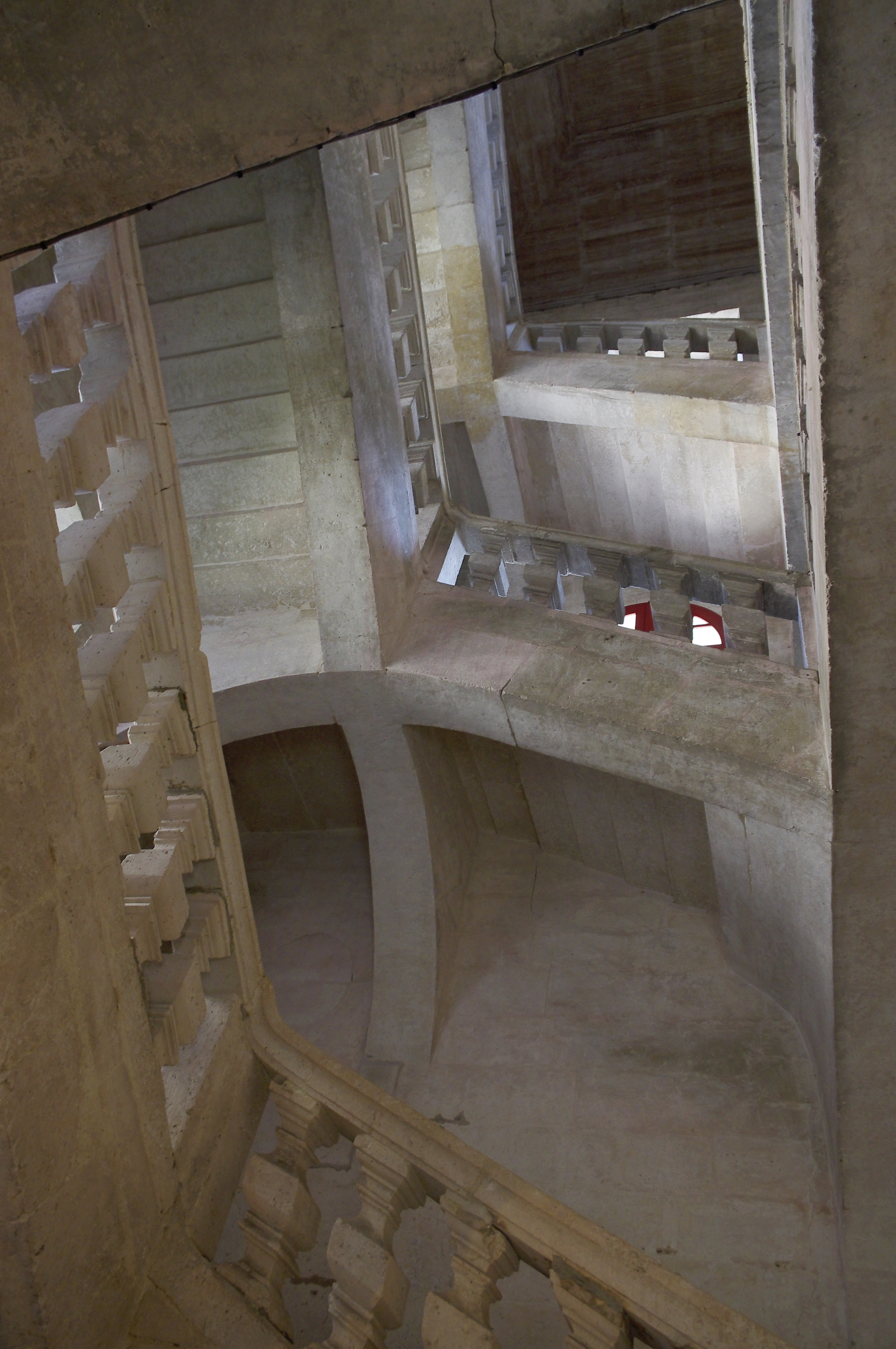
Vauban-Treppe
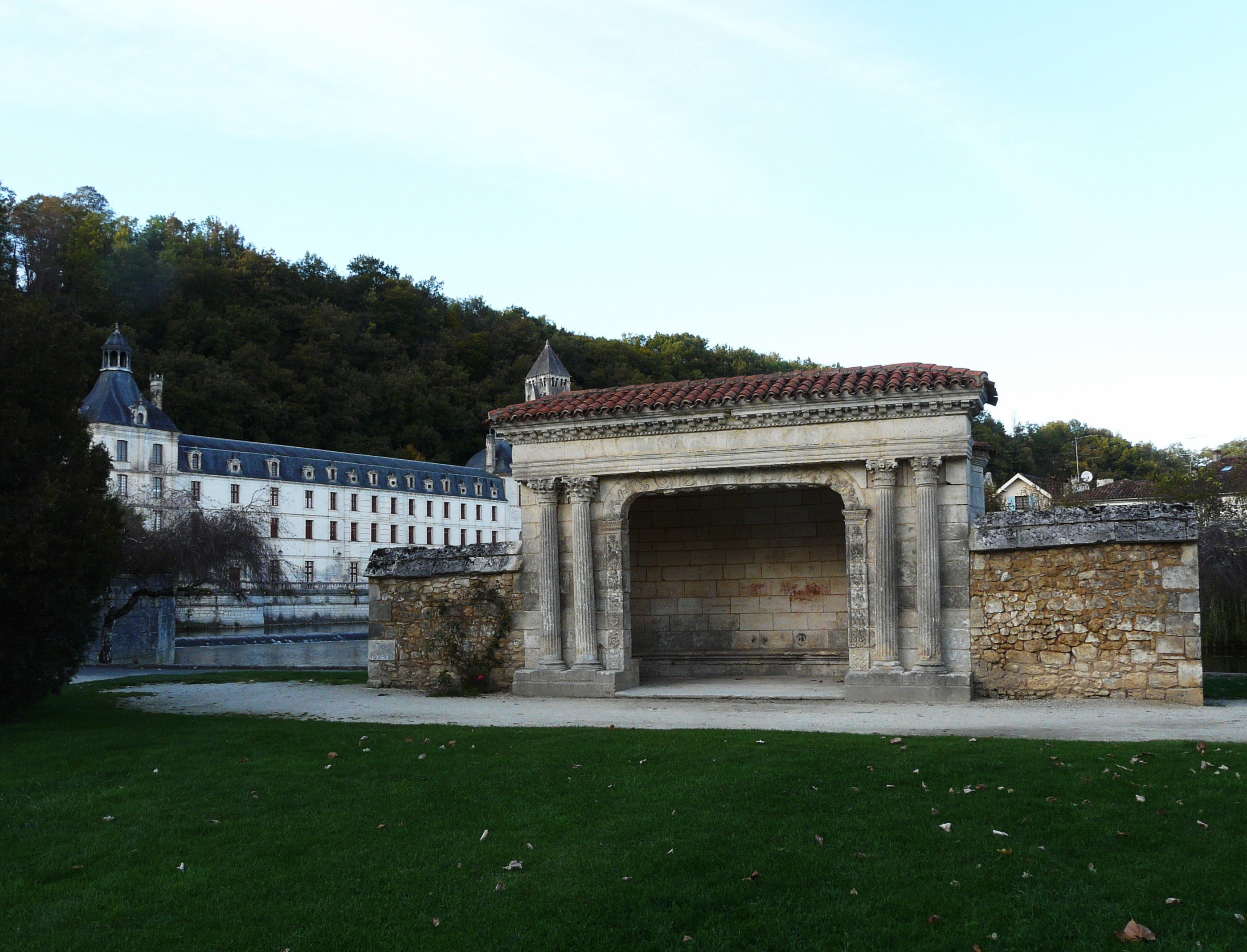
Eines der drei Repositorien
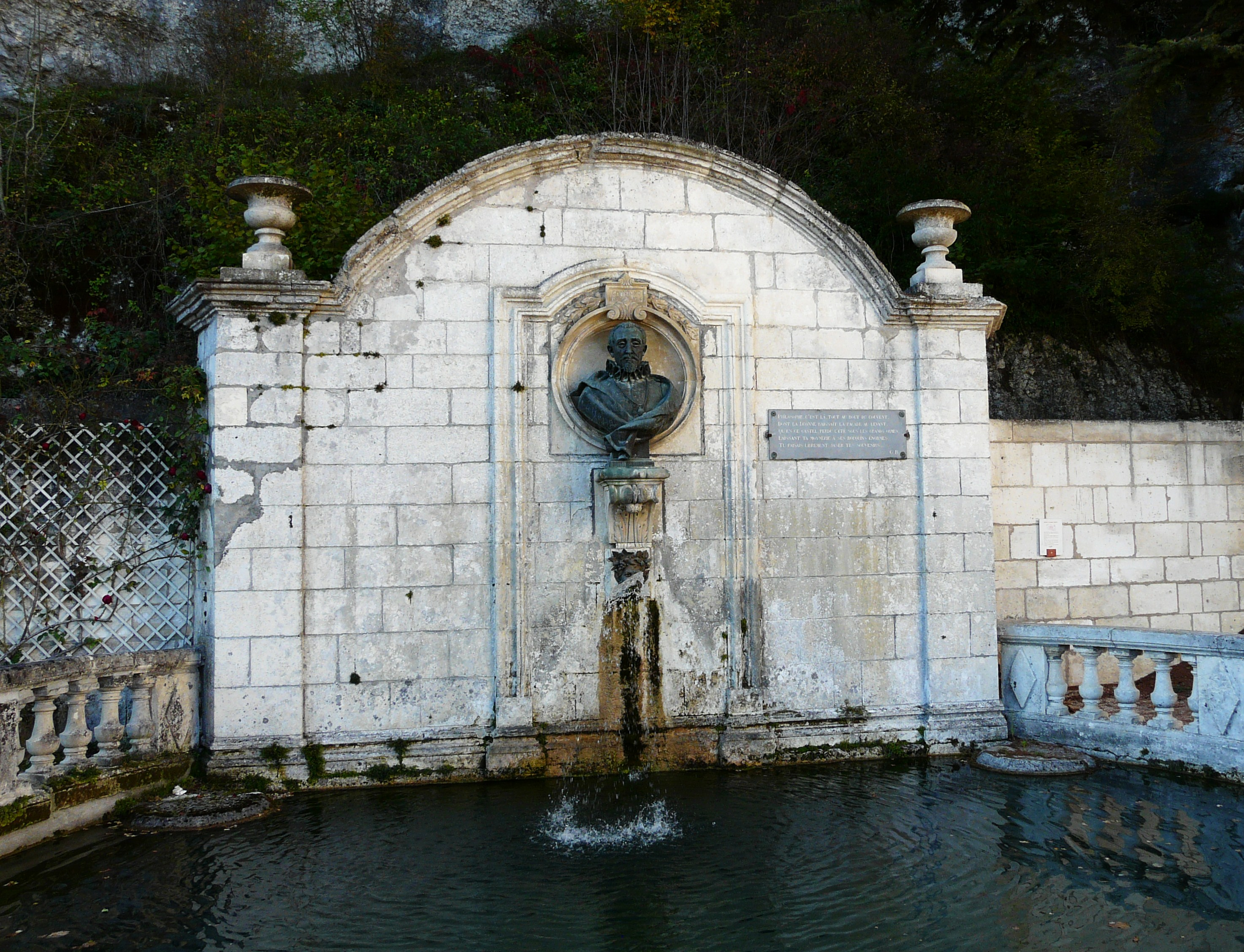
Medici-Brunnen mit der Büste von Pierre de Bourdeille
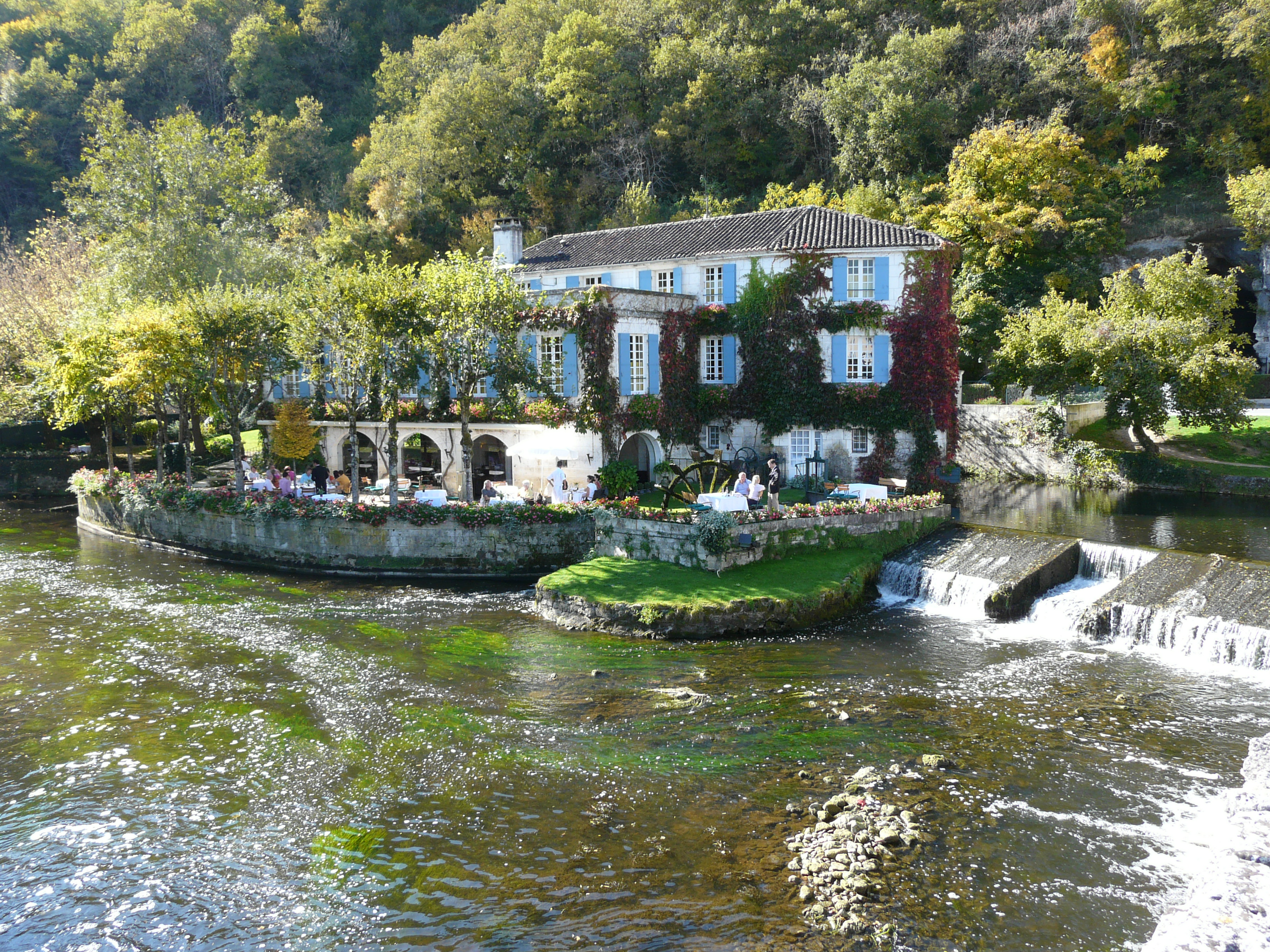
Abteimühle

### Grotten
Die Überreste des ersten Benediktinerklosters von Brantôme (8. Jahrhundert) waren in den Kalksteinfelsen gehauen und sind heute teilweise von den Klostergebäuden der Abtei verdeckt. In den Felsen sind noch Reste von Wohnungen und Wohnräumen zu sehen, die im Laufe eines Jahrtausends mehrfach verändert wurden, in den Kalksteinfelsen gehauene Taubenhäuser und ein dem heiligen Sicarius geweihter Wunderbrunnen, dessen Reliquien der Abtei angeblich von Karl dem Großen geschenkt wurden und in der Abteikirche noch erhalten sind. Es gibt auch die Überreste einer Fischzucht, wo junge Lachse aufgezogen wurden. Eine der großen „Höhlen“ (eigentlich große, in den Kalkstein gehauene Kammern), die so genannte „Höhle des Jüngsten Gerichtes“, enthält zwei monumentale Flachreliefs. Der unterirdische Teil der Abtei kann ohne Führung, aber mit erklärenden Tafeln, besichtigt werden. Der Besuch kann mit dem Museum Fernand Desmoulin, das sich gegenüber der Klippe befindet, kombiniert werden.

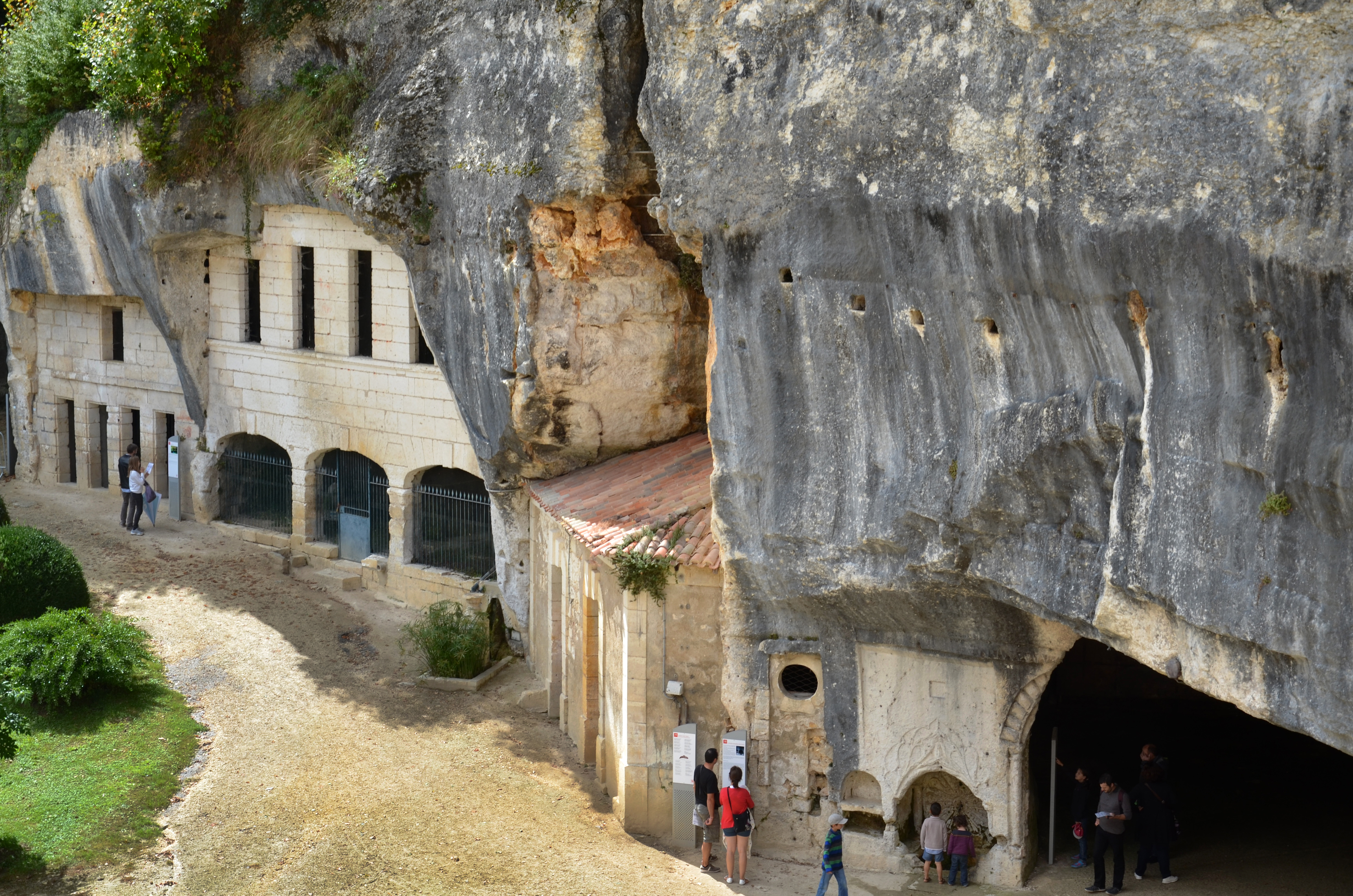
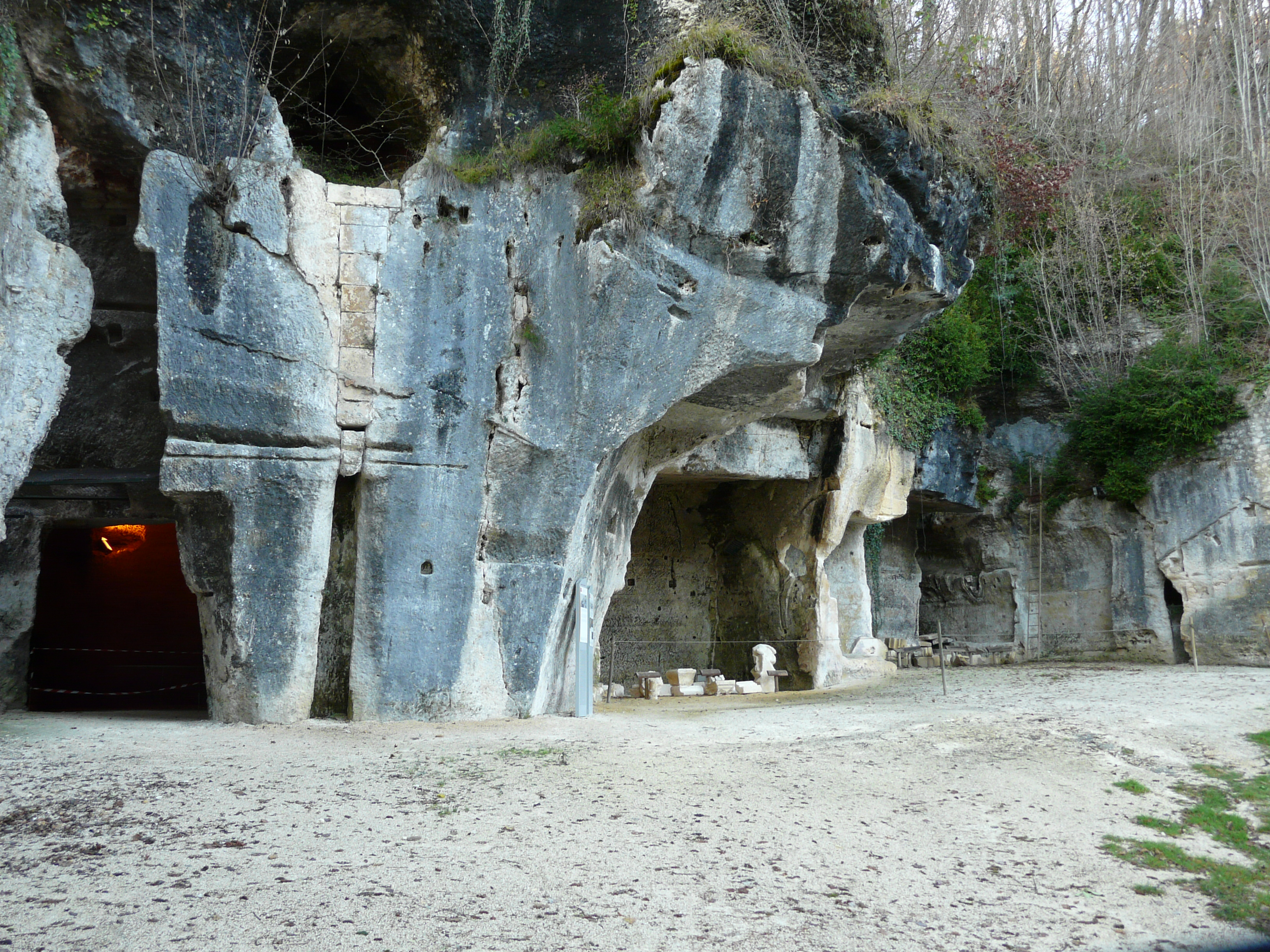
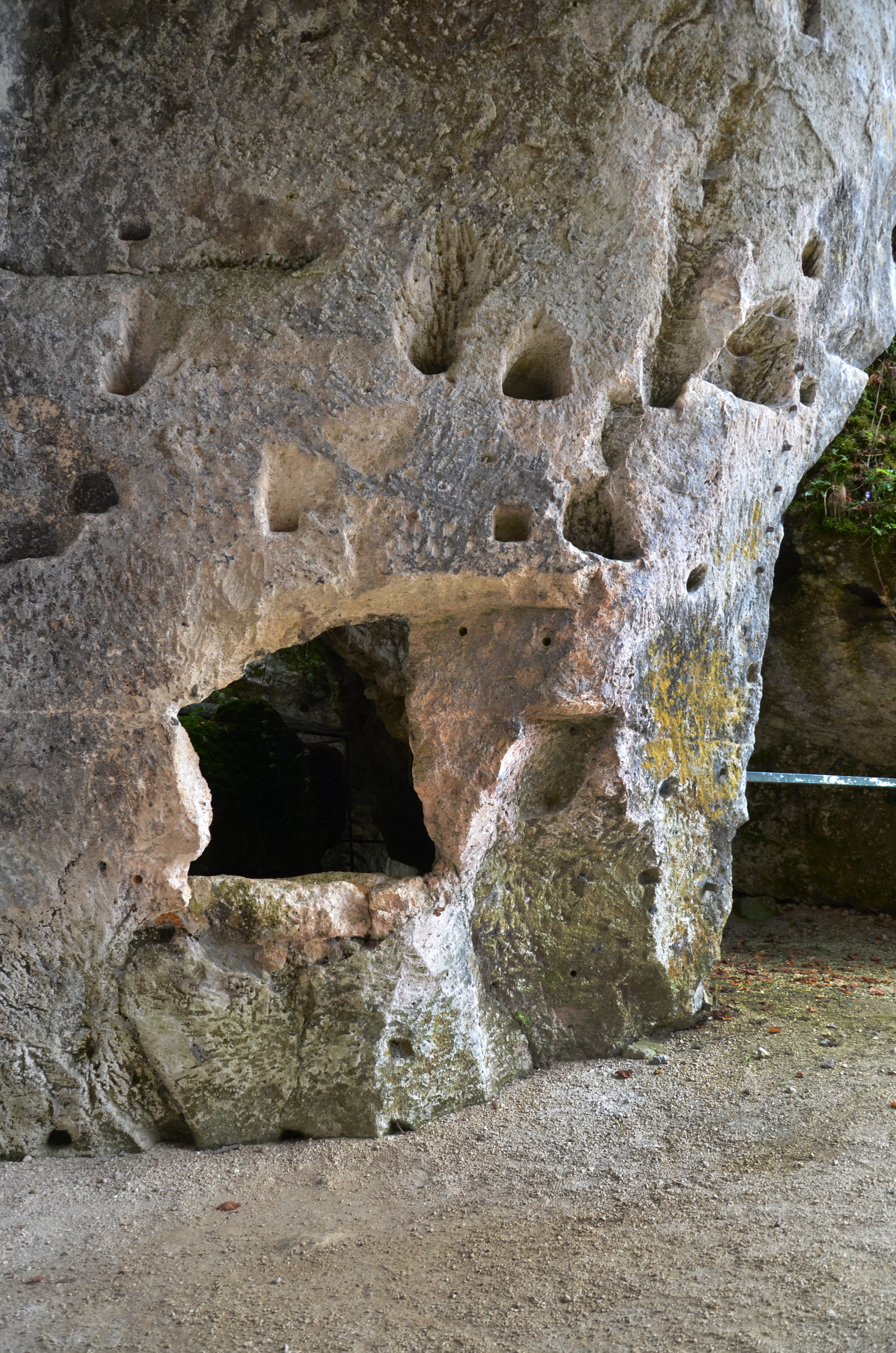
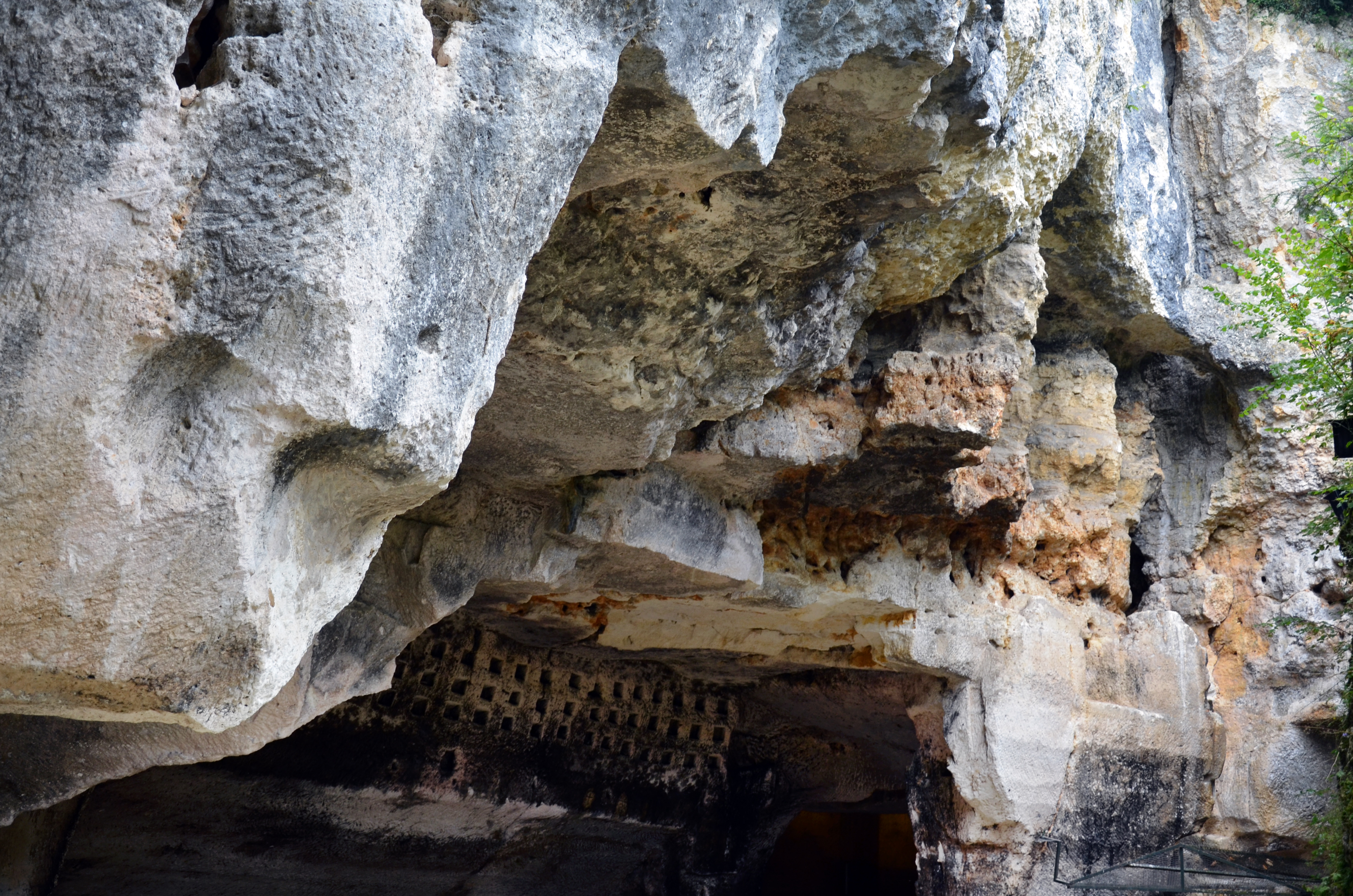
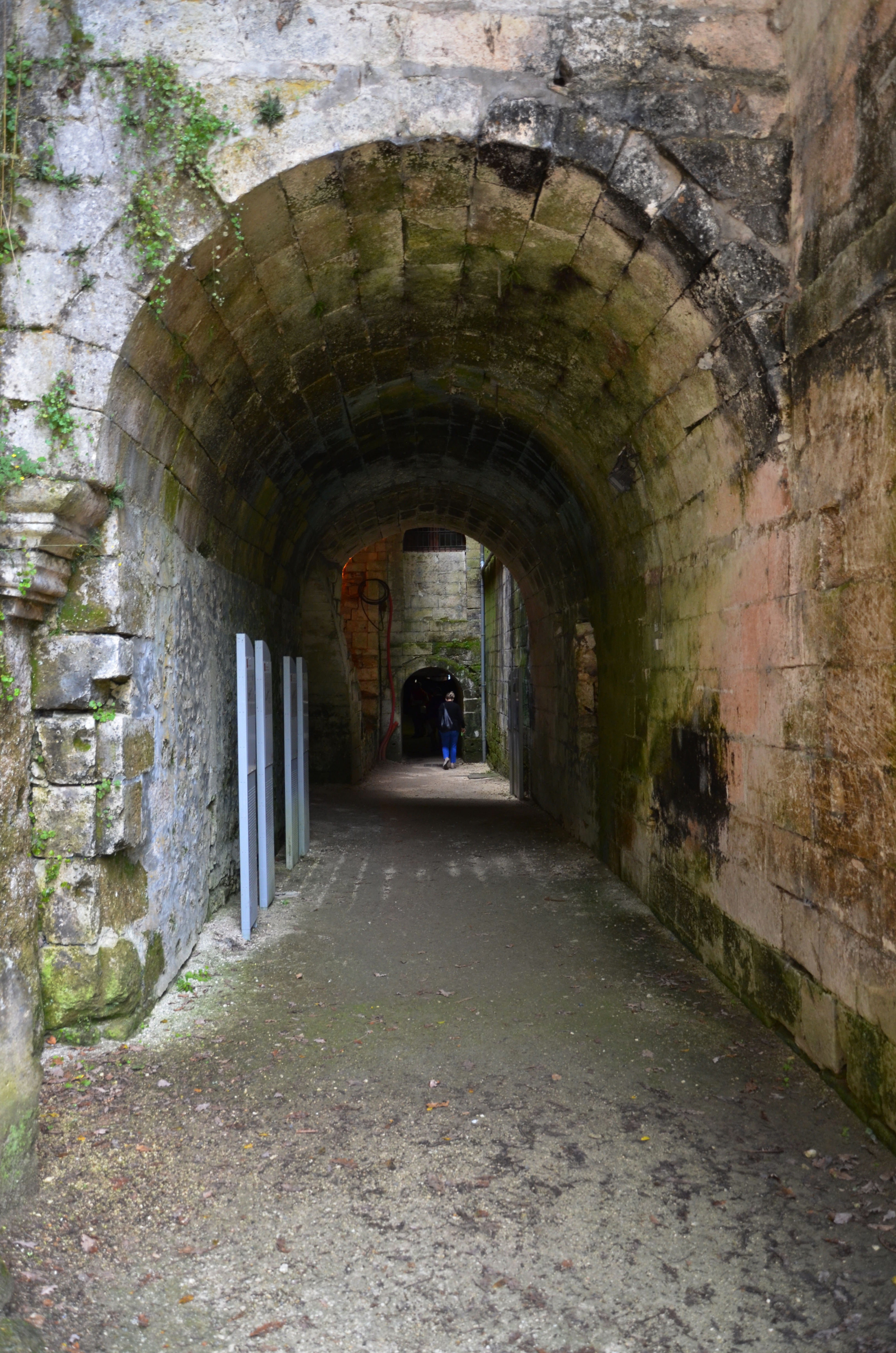
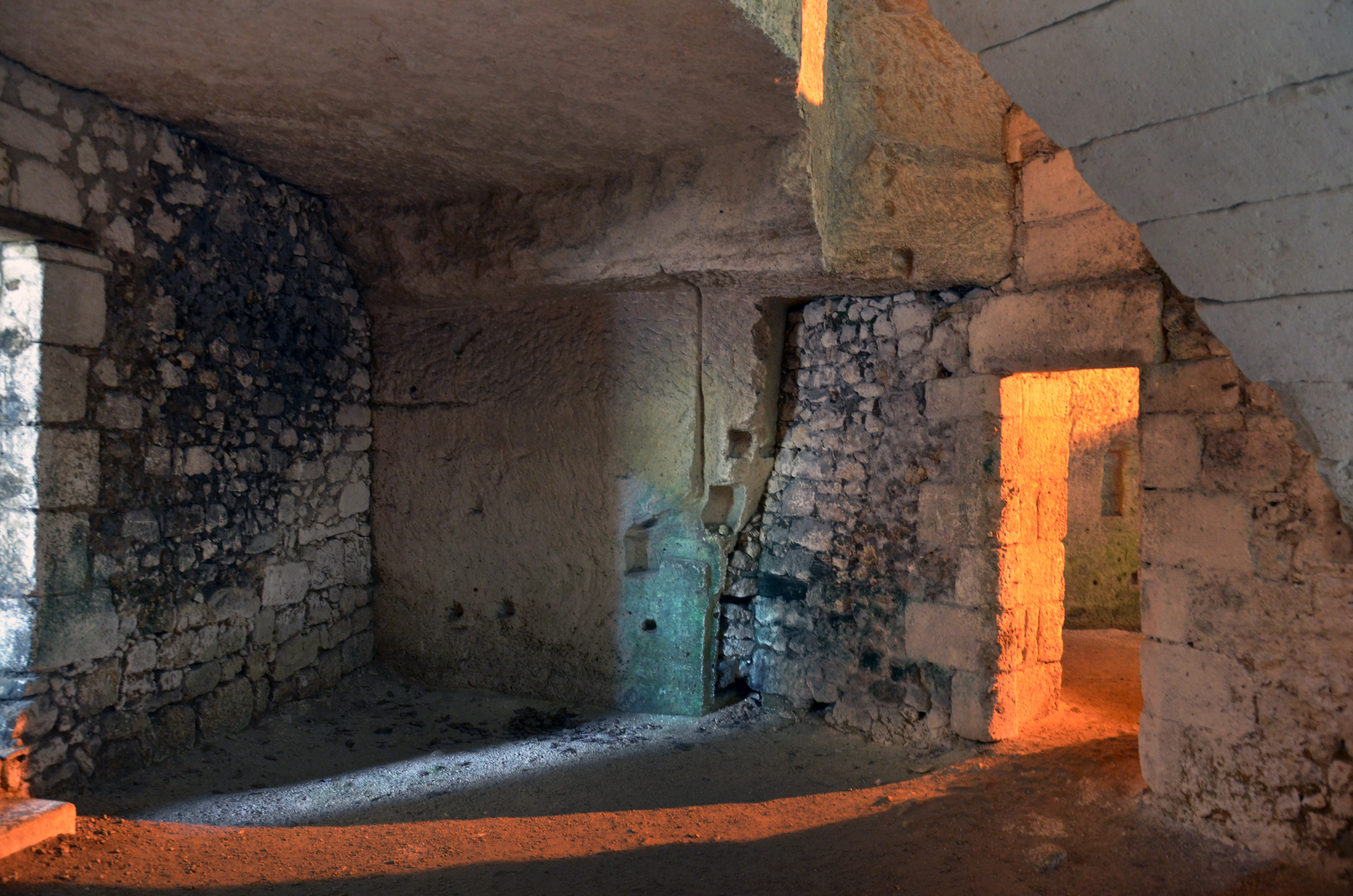
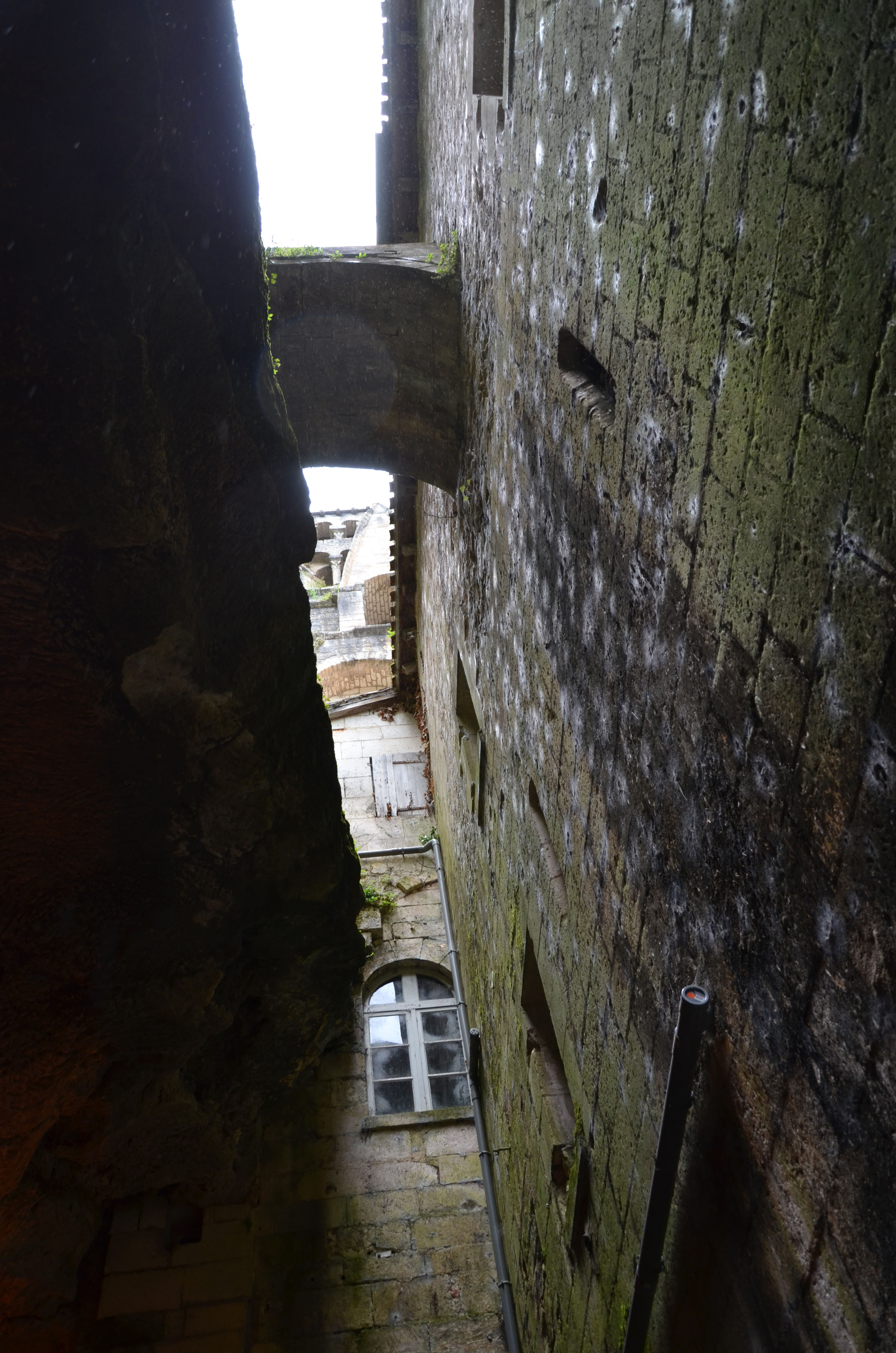
Korridor
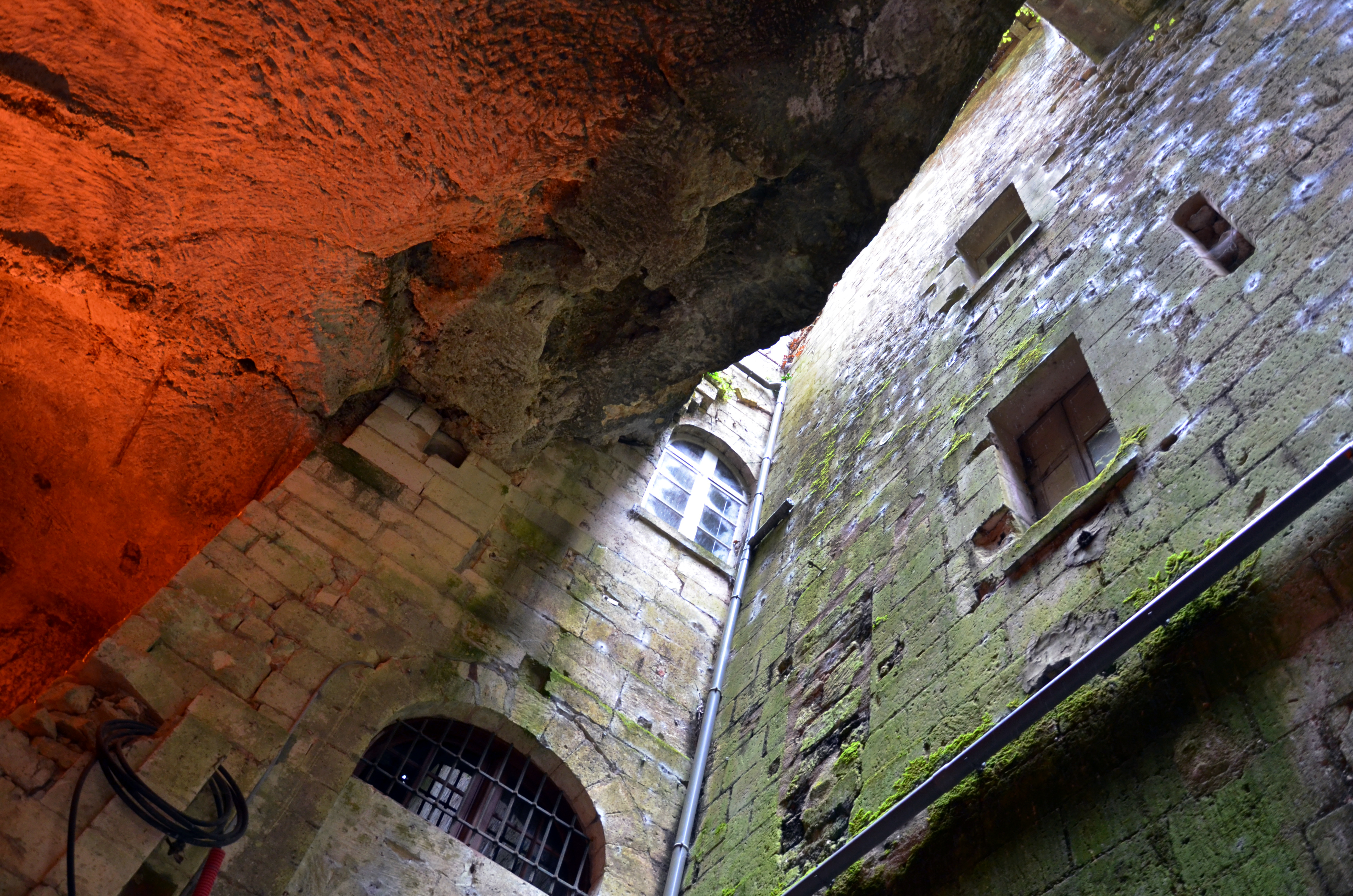
Reste des ersten Benediktinerklosters

### Grotte des Jüngsten Gerichtes
Im Nordwesten des Höhlenkomplexes befindet sich die Grotte des Jüngsten Gerichts mit zwei bemerkenswerten Flachreliefs. Die imposanteste Skulptur ist die des Jüngsten Gerichts, die von der Silhouette Gottvaters dominiert wird. Auf der rechten Seite befindet sich das zweite Flachrelief, das aus dem 17. Jahrhundert stammen soll und die Kreuzigung Jesu darstellt, zu dessen Füßen Maria Magdalena, die kniende Jungfrau Maria und der Apostel Johannes stehen, wobei auf jeder Seite ein kniender Geistlicher steht.

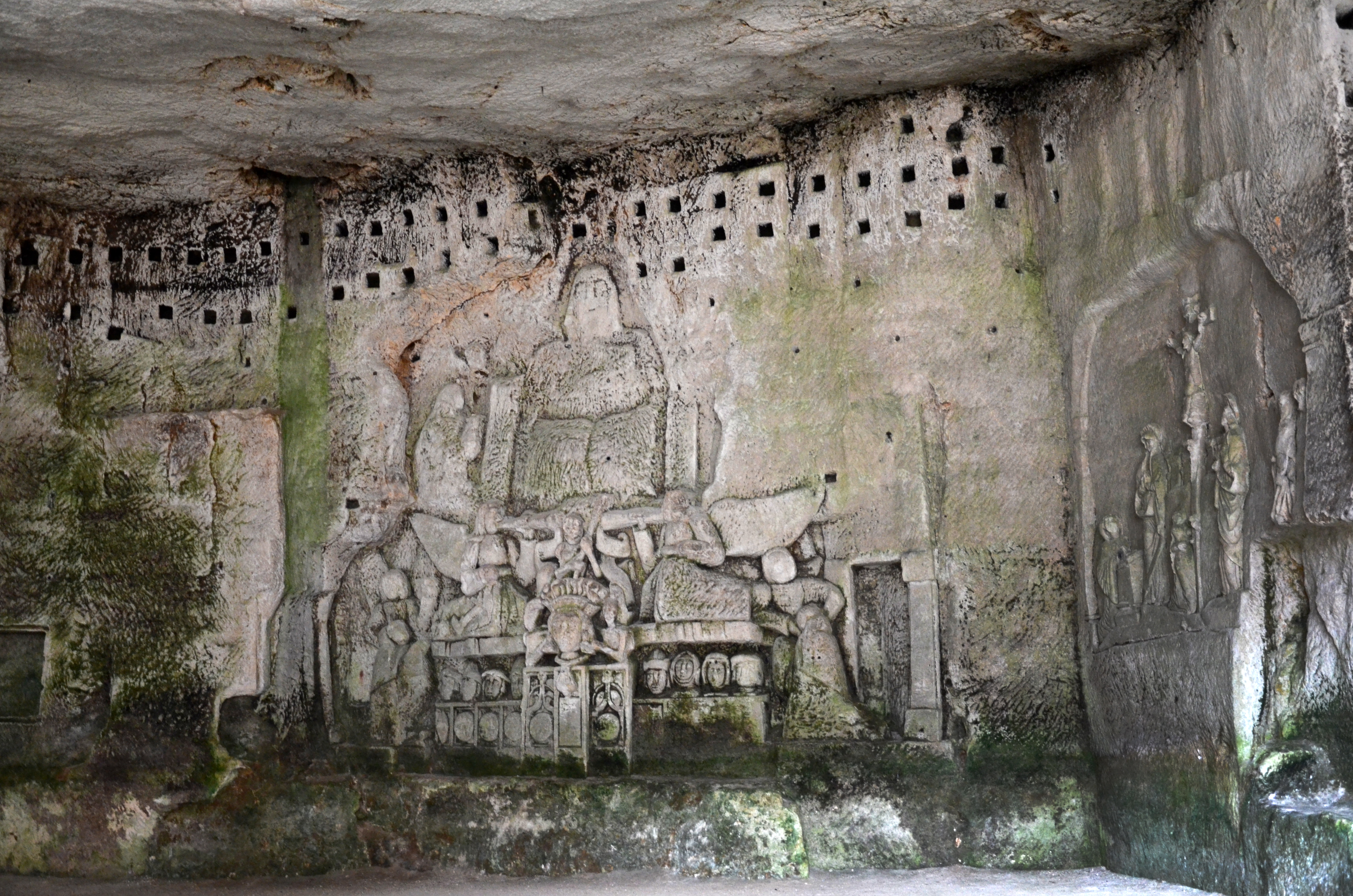
Grotte des Jüngsten Gerichts
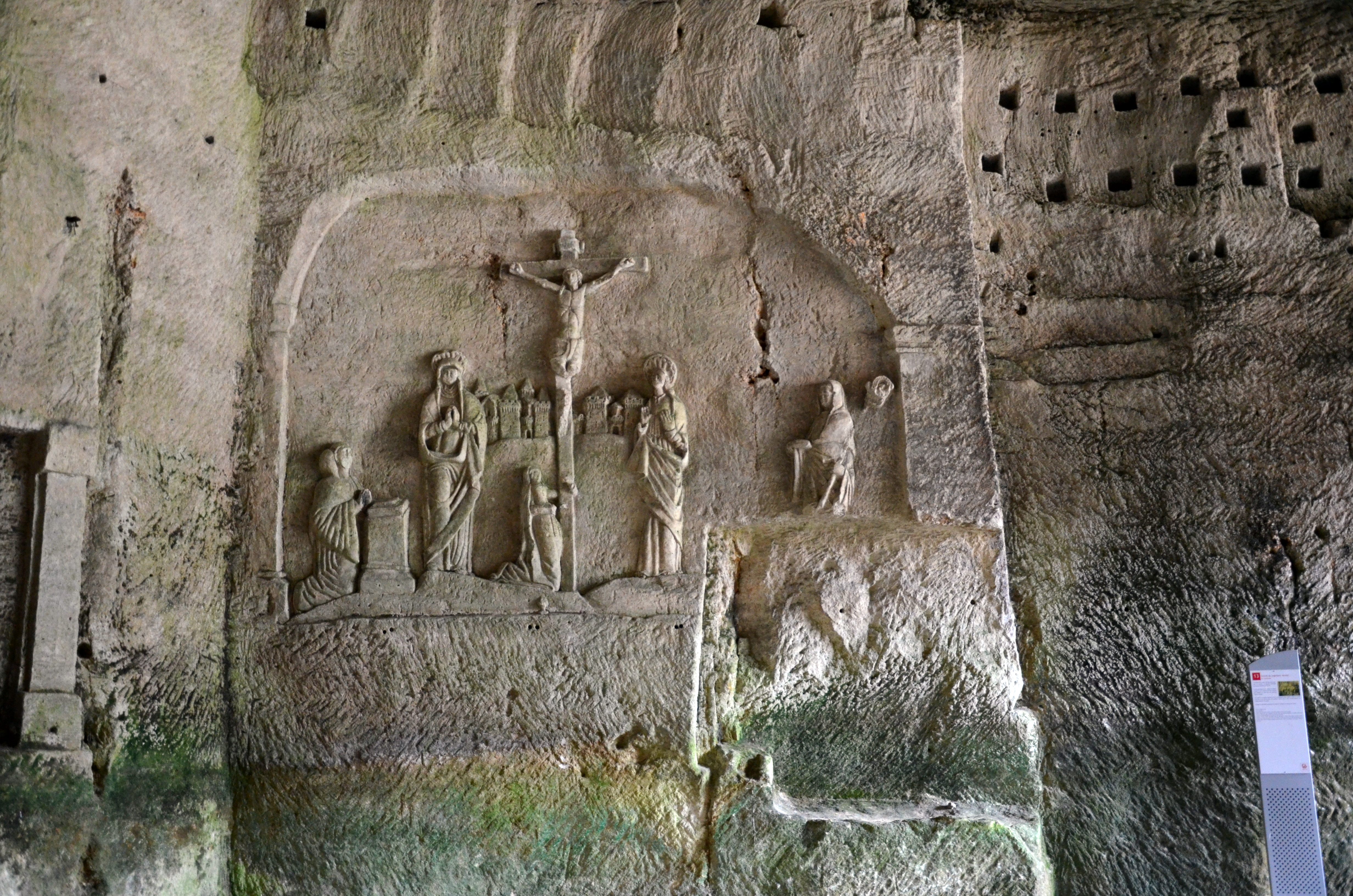
Kreuzigung (Flachrelief)
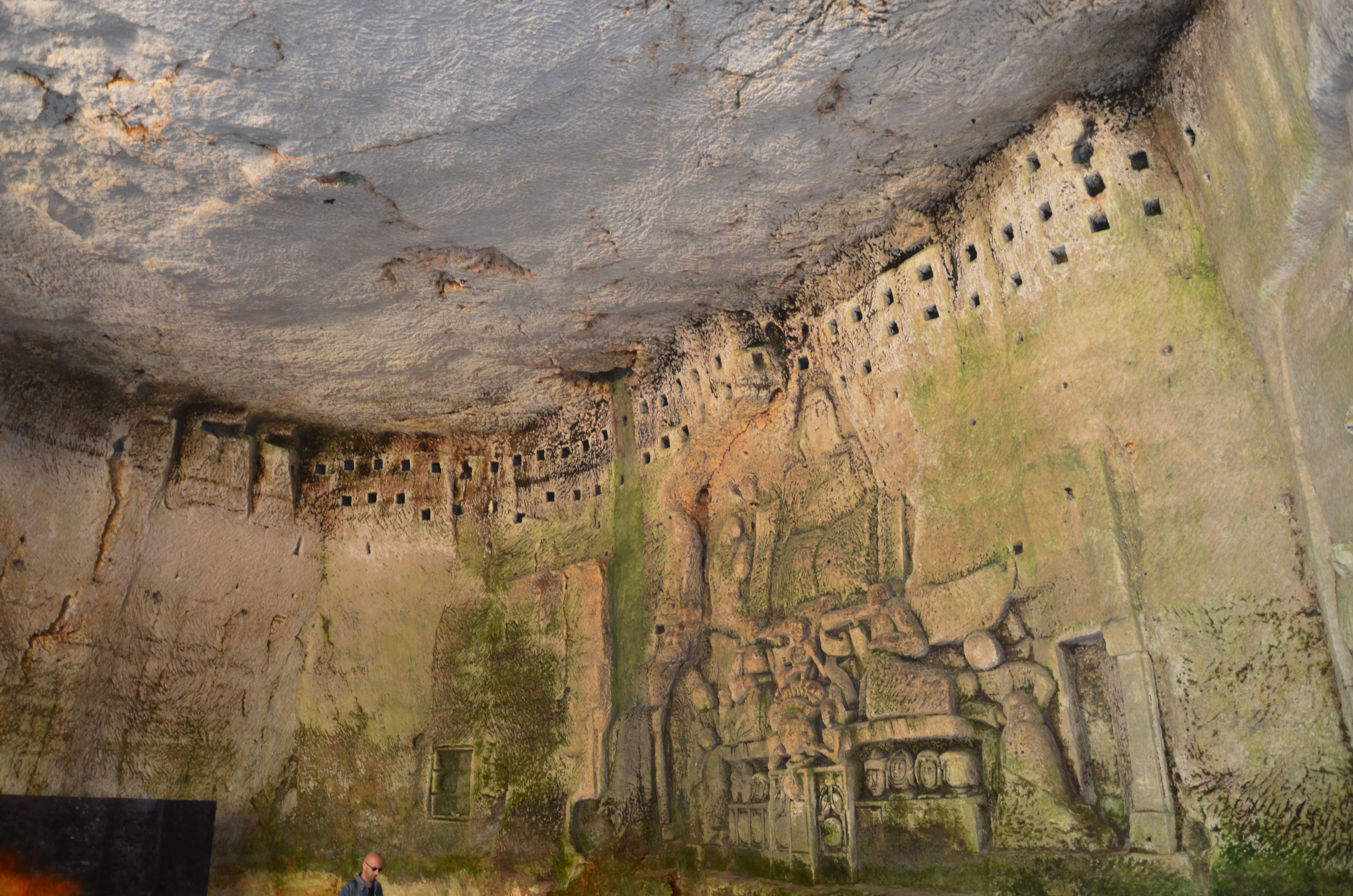
Großes Flachrelief
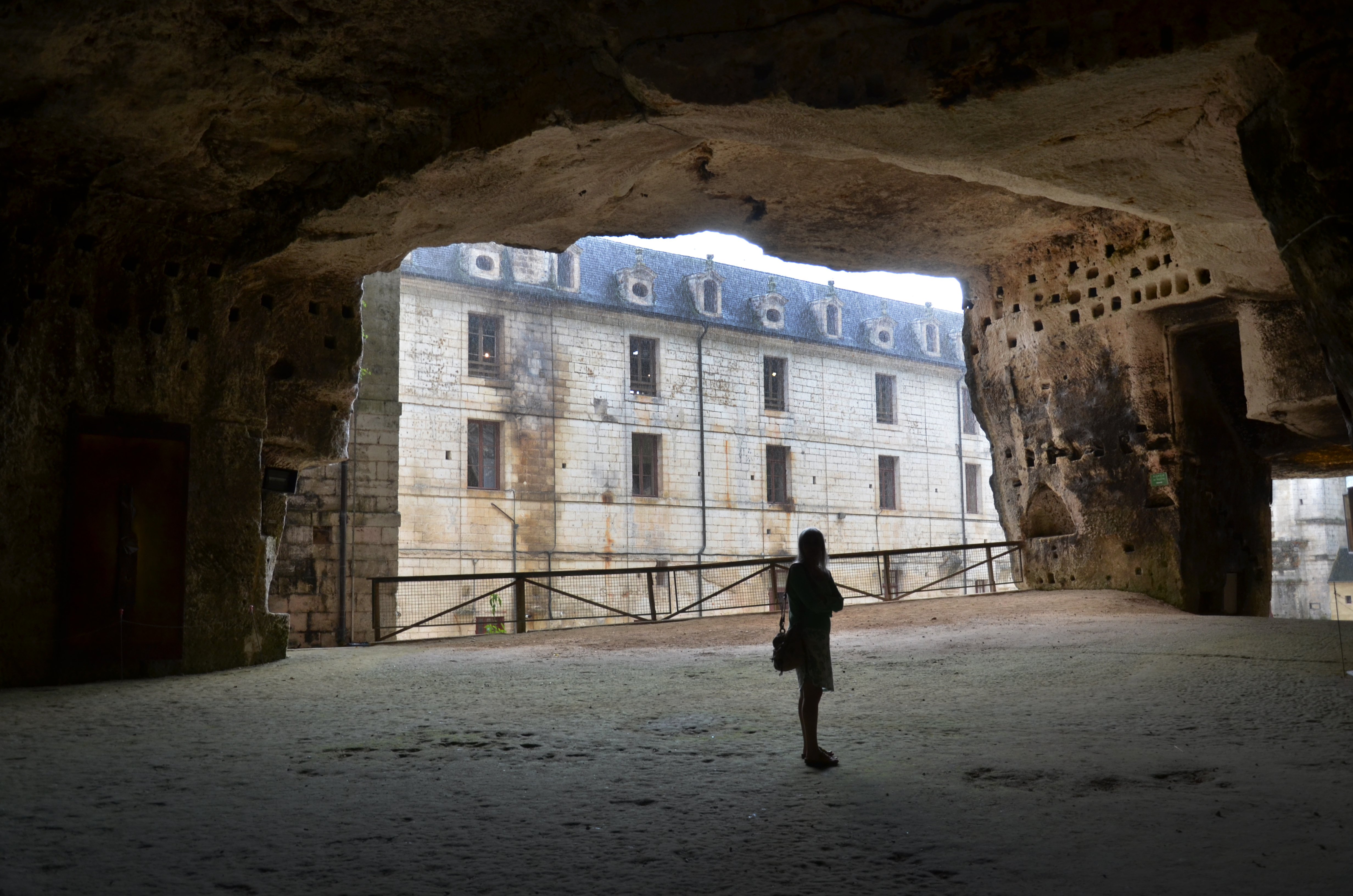
Blick auf den Eingang